# Świadkowie Jehowy w Rosji
Świadkowie Jehowy w Rosji – społeczność religijna w Rosji, należąca do ogólnoświatowej wspólnoty Świadków Jehowy. W 2020 roku społeczność ta liczyła około 175 000 głosicieli. Na dorocznej uroczystości Wieczerzy Pańskiej zgromadziło się około 300 000 osób. Jedna z 27 wspólnot Świadków Jehowy na świecie, których liczebność przekraczała 100 000 głosicieli. Sprawozdanie z działalności w tym kraju dołączane jest do ogólnego z 33 krajów, gdzie ich działalność jest ograniczona prawnie lub zakazana.
20 kwietnia 2017 roku, po kilkunastu latach stopniowego ograniczania działalności Świadków Jehowy, rosyjski Sąd Najwyższy zdelegalizował Centrum Administracyjne Świadków Jehowy w Rosji oraz wszystkie prawnie zarejestrowane lokalne organizacje religijne (LRO), którymi posługiwali się Świadkowie Jehowy i orzekł „przepadek na rzecz Federacji Rosyjskiej wszelkiej własności zlikwidowanej organizacji religijnej”. Wyrok ten został podtrzymany przez Sąd Najwyższy 17 lipca 2017 roku, co w praktyce oznaczało zakaz działalności na terenie Rosji.
Po wydaniu wyroku o delegalizacji lokalnych organizacji religijnych Świadkowie Jehowy w Rosji zbierali się jako grupy osób czytających Biblię, które łączą podobne przekonania. Od 2018 roku nie mogą już się jawnie spotykać.
Do listopada 2024 roku w 75 regionach funkcjonariusze Policji i Federalnej Służby Bezpieczeństwa (FSB), w tym zamaskowani z bronią automatyczną w ręku, przeprowadzili akcje przeciw nim (za udział w spotkaniach religijnych grozi kara od 2 do 10 lat więzienia). Przeprowadzono 2149 rewizji w mieszkaniach (489 w 2019 roku, 477 w 2020 roku, 382 w 2021 roku, 200 w 2022 roku oraz 183 w 2023 roku). Postępowanie karne toczyło się przeciw 837 osobom (w wieku od 20 do 91 lat); nazwiska ponad 500 osób umieszczono na liście „ekstremistów”, ponad 370 miało lub ma nadal zakaz opuszczania swojej miejscowości, wydano 280 wyroków skazujących w zawieszeniu (87 miało dozór elektroniczny), 576 osób zostało aresztowanych lub otrzymało wyroki skazujące do 8 lat pozbawiania wolności. Rosyjskie sądy nadal wysyłają do więzień ciężko chorych niepełnosprawnych, w tym tych, którzy nie mogą tam przebywać z powodów zdrowotnych.
W listopadzie 2024 roku 141 osób było nadal uwięzionych, 11 osób przebywało w areszcie domowym, a ponad 380 osób miało nałożone ograniczenia w przemieszczaniu się. Do listopada 2024 roku skazano 527 osób. Ponad 40 członków wyznania otrzymało wyroki bezwzględnego pozbawienia wolności, ponad 30 ukarano wysoką grzywną, a 279 uznano za winne i skazano na karę pozbawienia wolności w zawieszeniu, co oznacza, że jeśli sędzia uzna, że skazany złamał warunki zawieszenia, to sąd może zarządzić odbycie orzeczonej kary. Pozostałe sprawy przeciw 834 osobom są w toku. Wpisanie ponad 500 Świadków Jehowy na listę „ekstremistów” – która jest publicznie dostępna – sprawia, że są napiętnowani, a wielu z nich uniemożliwia znalezienie pracy. Zablokowano im konta bankowe, mają trudności z uzyskaniem lub odnowieniem ubezpieczenia, sprzedażą nieruchomości, zarządzaniem inwestycjami, otrzymaniem spadku oraz z zakupem kart SIM do telefonów komórkowych. Procesy wierzących nie kończą się w chwili uwolnienia z kolonii. W terminie wyznaczonym przez sąd nie mogą opuszczać miejsca zamieszkania. Na kilka miesięcy zakładana im jest elektroniczna bransoleta. Wielu osobom po odbyciu kary zabrania się pracy, m.in. w edukacji.
Postępowania karne wszczyna się przeciwko całym rodzinom. Do końca listopada 2023 roku objęto nimi co najmniej 71 rodzin.
Rosja była (do czasu jej wystąpienia) jedynym krajem członkiem Rady Europy, który zakazał działalności Świadków Jehowy. Świadkowie Jehowy złożyli ponad 40 wniosków do Europejskiego Trybunału Praw Człowieka dotyczących rażącego naruszania wolności wyznania w Rosji.

## Historia do roku 1991

### Początki
Już w roku 1887 na terenie Rosji pojawili się pierwsi czytelnicy „Strażnicy Syjońskiej”
. W roku 1891 przebywał z wizytą w Rosji Charles Taze Russell. W tym samym roku Siemion Kozlicki, który C.T. Russella i wierzenia Badaczy Pisma Świętego poznał w trakcie pobytu w Stanach Zjednoczonych, za śmiałe głoszenie w Moskwie został zesłany bez procesu na roboty na Syberię. Później trafił do miejscowości Buktyrma na wschodzie Cesarstwa Rosyjskiego (obecnie w Kazachstanie), gdzie prowadził działalność kaznodziejską do śmierci w roku 1935.
W roku 1904 mała grupa rosyjskich Badaczy Pisma Świętego powiadomiła w liście Biuro Główne, że z trudnościami docierają do nich publikacje biblijne, zatrzymywane i cenzurowane przez władze carskie. W roku 1907 członkowie niemieckiego Kościoła baptystów w Rosji otrzymali pocztą książki z serii Brzask Tysiąclecia w języku niemieckim, skutkiem czego 15 z nich przyjęło wierzenia Badaczy Pisma Świętego.
W sierpniu 1911 roku do Rosji w podróży poślubnej przyjechało małżeństwo Martha i Hermann Herkendell z Niemiec, które podróżując po kraju prowadziło działalność kaznodziejską wśród ludności niemieckojęzycznej. W tym czasie istniały już rozproszone grupki Badaczy Pisma Świętego. Herkendellowie próbowali ponownie udać się do Rosji, ale nie otrzymali zgody na przyjazd. Osobom zainteresowanym wysyłano jednak literaturę w języku niemieckim. W tym samym roku Hipolit Oleszyński w trakcie pobytu w Warszawie wydał w języku rosyjskim w nakładzie 10 tysięcy egzemplarzy broszurę pt. Gdzie są umarli? Co Biblia mówi o piekle?.
W roku 1912 C.T. Russell odwiedził Finlandię, która należała wtedy do Imperium Rosyjskiego. Postanowiono wówczas otworzyć biuro w Finlandii. 25 września 1913 roku władze rosyjskie zezwoliły na prowadzenia Biura Towarzystwa Strażnica na terenie Finlandii. Biuro reprezentował Kaarlo Harteva.
Krótko przed wybuchem I wojny światowej przedstawiciel Towarzystwa Strażnica, Joseph F. Rutherford, odbył podróż służbową do kilku krajów. Odwiedził również Polskę i w Łodzi spotkał się z Badaczem Pisma Świętego o nazwisku Dojczman. W wyniku tego spotkania rodzina Dojczmanów wyruszyła w podróż ewangelizacyjną do Rosji. Podróż ta miała potrwać dwa miesiące, jednak w wyniku wybuchu najpierw I wojny światowej, a później wojny domowej pobyt Dojczmanów w Rosji przeciągnął się i do Polski wrócili w 1921 roku.
W roku 1914 kilkudziesięciu członków wyznania z Rosji uczestniczyło w zgromadzeniu w Dreźnie, gdzie obejrzeli również Fotodramę stworzenia.

#### Działalność na terenach należących w tamtym czasie doCesarstwa Niemieckiego
Co najmniej od maja 1906 roku grupy niemieckojęzyczne na terenie Prus Wschodnich należących do Cesarstwa Niemieckiego, obecnie na terenie obwodu królewieckiego) w Królewcu i jego okolicach, m.in. w Insterburgu (obecny Czerniachowsk), Irglaken (obecne Kalinkowo), Kalkappen, Skaisgirren (obecne Bolszakowo), Sodehnen (obecne Krasnojarskoje), Tapiau (obecny Gwardiejsk), Tilsit (obecny Sowieck) i Zinter (obecne Korniewo), odwiedzali przedstawiciele niemieckiego biura, pielgrzymi m.in.: Koetitz (1906; Insterburg, Tylża, Królewiec (Königsberg) i okolice), Hermann Herkendell (1910, 1911, 1914, 1918, 1920), Paul Balzereit (1913), Bernhard Buchholz (1915, 1919, 1920), Max Cunow (1916) i Karl Wellershaus (1917–1919). W okolicach Królewca działały niewielkie grupy niemieckojęzycznych Badaczy Pisma Świętego.
Około 5500 osób wysłuchało wykładu publicznego, który się odbył 12 grudnia 1922 roku w największej sali koncertowej ratusza w Królewcu. Niemieckojęzyczny pielgrzym Albert Friedrich Rekett wraz z żoną działał w Królewcu, Pillau (obecny Bałtyjsk) i Gumbinnen (obecny Gusiew). Trwało to do 13 marca 1936 roku, kiedy został aresztowany przez gestapo.
W Królewcu organizowano niemieckojęzyczne kongresy, odbyły się one m.in. w marcu 1920 roku, w lipcu i w październiku 1928 roku oraz w marcu 1932; w tym samym roku zgromadzenie odbyło się również w Tilsit i Instenburgu. W 1934 roku Heinz Bernecker z Królewca został wysłany do obozu pracy na terenie Prus Wschodnich. Od 1938 do 1942 roku był zatrzymywany za swoje przekonania religijne. Gdy 19 czerwca 1942 roku został zgilotynowany w więzieniu Brandenburg-Görden, jego żona Elżbieta była uwięziona w KL Ravensbrück. Paul i Joseph Rehwaldowie, także z Królewca, zostali osadzeni w KL Sachsenhausen, a Hans Rehwald został stracony 1 lutego 1943 roku w Królewcu. Z ośmioosobowej rodziny Rehwaldów, matka, czterech synów i ich siostra zostało uwięzionych za trwanie w wierności swojej wierze (na dwóch braciach Rehwald wykonano wyroki śmierci). Większość Świadków Jehowy z tego miasta została wysłana do obozów koncentracyjnych.

### Czasy od powstania ZSRR

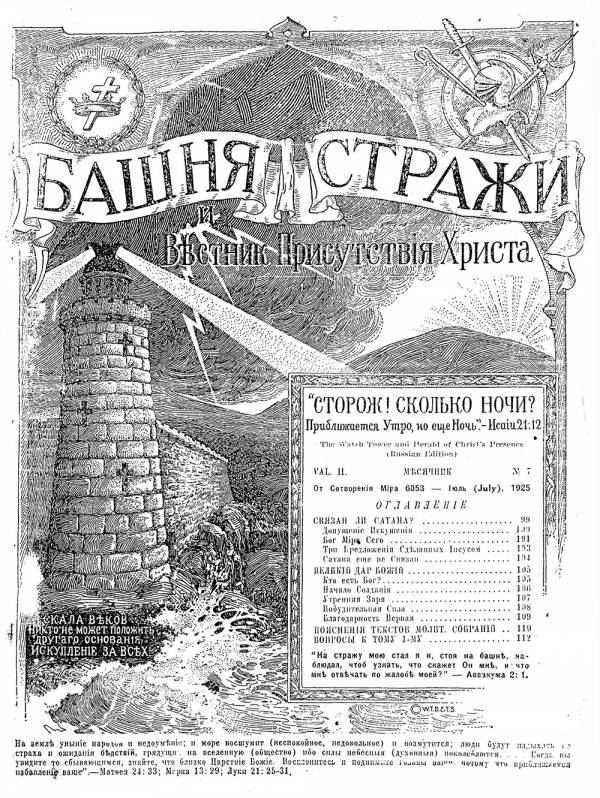
„Strażnica” w języku rosyjskim (lipiec 1925)

W 1917 mieszkańcy Rosji utracili swobody religijne. Do roku 1923 wzmógł się sprzeciw wobec religii. Podejmowano starania, by pomimo cenzury dostarczać publikacje biblijne do Rosji. W roku 1925 zaczęto wydawać czasopismo „Strażnica” w języku rosyjskim (do roku 1964 nosiło ono tytuł „Башня стражи”, a następnie „Сторожевая башня”). „Strażnicę” i inne publikacje w języku rosyjskim drukowano poza granicami ZSRR. Rosyjskojęzyczni czytelnicy publikacji biblijnych pojawili się w Australii, Finlandii, Francji, na Łotwie, w Paragwaju, Polsce, Stanach Zjednoczonych i Urugwaju. W niektórych krajach zaczęto organizować zebrania w języku rosyjskim i prowadzić działalność kaznodziejską. Zaczęły powstawać też rosyjskojęzyczne zbory, np. w Brownsville w stanie Pensylwania. W maju 1925 roku zorganizowano trzydniowe zgromadzenie w języku rosyjskim w Carnegie w Pensylwanii. Obecnych na nim było 250 osób, a 29 ochrzczono. W Stanach Zjednoczonych wykłady biblijne w języku rosyjskim były regularnie nadawane przez rozgłośnie radiowe.
W 1925 roku czterech Badaczy Pism Świętego mieszkało w Kurganie, pięciu w Szarapkinie i sześciu w Pawłowce.
W 1926 roku w obwodzie woroneskim działała prężna grupa Badaczy Pisma Świętego, której przewodzili Michaił Zinczenko i Mitrofan Bowin. Literaturę tłumaczył Trumpi, a następnie była ona powielana. W roku 1928 grupa ta liczyła 48 osób. Trumpi wyrażał nadzieję na zezwolenie przez władze na wydawanie literatury biblijnej w języku rosyjskim. Z tego względu Joseph F. Rutherford skierował do Moskwy George’a Younga. Przyjechał on 28 sierpnia 1928 roku i przebywał w Rosji do 4 października. W tym czasie złożył wniosek do władz o otworzenie Biura Oddziału w Moskwie. Choć nie otrzymał zgody, uzyskał jednak zezwolenie na wydrukowanie i rozpowszechnienie w Rosji 15 tysięcy egzemplarzy broszur Wolność dla ludzi oraz Gdzie są umarli?.
W 1928 roku Towarzystwo Strażnica otrzymało sprawozdania z uroczystości Pamiątki śmierci Jezusa Chrystusa (Wieczerzy Pańskiej) z trzech zborów rosyjskich i kilku grup. Rok później rozgłośnia radiowa w estońskim Tallinnie rozpoczęła nadawanie dwa razy w miesiącu audycji Towarzystwa Strażnica, które były słyszane w Leningradzie przez następne trzy i pół roku, do czerwca 1934 roku.
Po wyjeździe George’a Younga działalność zborów Badaczy Pisma Świętego w Związku Radzieckim organizował Danyjił Staruchin. W tym celu odwiedził on Moskwę, Kursk i Woroneż oraz inne rosyjskie i ukraińskie miasta. Razem z innymi dawał świadectwo baptystom w ich domach modlitwy. W Kursku, w styczniu 1929 roku, wynajęto budynek kościelny, w którym organizowano zebrania. Próbowano też uzyskać pozwolenie na transport do Rosji książek „Harfa Boża” i „Wyzwolenie”, jednak Urząd Kontroli Wydawnictw Drukowanych odesłał przesyłkę. W 1929 roku tylko około 100 rodzin z różnych miast radzieckich miało kontakt ze swoimi współwyznawcami za granicą.
Od roku 1931 do śmierci w roku 1942 Aleksander Forstman, Świadek Jehowy z Łotwy, tłumaczył publikacje biblijne na język rosyjski, które poprzez Północnoeuropejskie Biuro Oddziału w Danii wysyłał do Biura Głównego. W roku 1935 z Biura Głównego skierowano Antona Koerbecka, który próbował, ponownie bezskutecznie, otworzyć Biuro Oddziału w Moskwie.
W 1942 roku w obozie KL Buchenwald przyjął chrzest Rosjanin Aleksej Nepoczatow.
Aż do wybuchu II wojny światowej Świadkowie Jehowy w Związku Radzieckim byli nieliczni i władze nie przykładały większej wagi do ich działalności. Po wybuchu wojny Związek Radziecki anektował trzy państwa nadbałtyckie: Estonię, Litwę, Łotwę oraz Mołdawię (Besarabię), a także znaczne obszary wschodniej Polski i Czechosłowacji, wskutek czego w granicach ZSRR nagle znalazły się tysiące świadków Jehowy. Po II wojnie światowej do Związku Radzieckiego powróciły też osoby, które zostały Świadkami Jehowy w niemieckich obozach koncentracyjnych. W samym tylko obozie Ravensbrück około 300 kobiet ze Związku Radzieckiego zostało Świadkami Jehowy.

### Prześladowania i Operacja Północ (1940–1959)

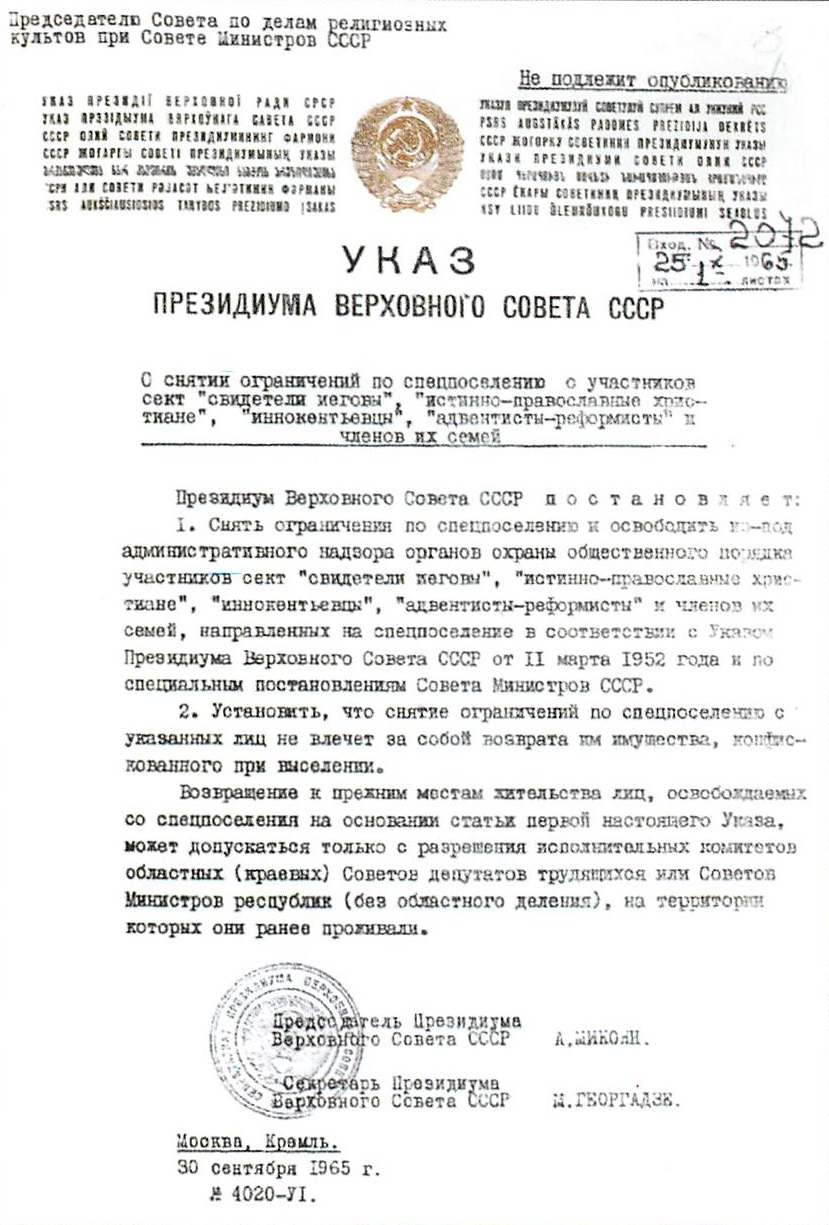
Dekret nr 4020-U1 z 30 września 1965 roku, zgodnie, z którym Rada Najwyższa ZSRR anulowała ograniczenia wobec („specjalnych osadników”) deportowanych Świadków Jehowy oraz ich rodzin

W latach 1940–1945 za zachowanie neutralności w trakcie II wojny światowej ponad tysiąc głosicieli z republik nadbałtyckich, Ukrainy oraz Mołdawii wywieziono do obozów pracy w głąb Rosji. W tej grupie znalazły się setki Świadków Jehowy zesłane do łagrów i więzień w całej Rosji w roku 1944. W roku 1946 ponad tysiąc ukraińskich głosicieli, działających przedtem na wschodzie Polski, przesiedlono do ZSRR. Z Polski zabrali oni ze sobą matryce woskowe i materiały drukarskie do produkcji literatury biblijnej. W 1946 roku na terenie ZSRR działało co najmniej 1600 głosicieli.
W 1947 roku aresztowano 313 Świadków Jehowy, a trzech zostało zastrzelonych. Ponad 200 było torturowanych i zostało osadzonych w gułagach.
W 1947 roku uważano, że najwyższe władze ZSRR w niewielkim stopniu znały sytuację Świadków Jehowy, a celem działań władz nie była chęć ich zniszczenia. Dlatego polskie Biuro Oddziału zaproponowało próbę legalizacji działalności w ZSRR. W sierpniu 1949 roku za pośrednictwem ministra spraw wewnętrznych, trzech ukraińskich starszych zboru z Wołynia, Mykoła Piatocha, Mychajło Czumak i Ilja Babijczuk, złożyło petycję do Prezydium Rady Najwyższej ZSRR, dotyczącą rejestracji Świadków Jehowy na terenie ZSRR. Czumaka wkrótce aresztowano, więc po odpowiedź do Moskwy udali się Piatocha i Babijczuk, władze jednak ponownie odmówiły rejestracji wyznania. Świadkom postawiono warunki: dostarczenie listy wszystkich Świadków Jehowy mieszkających na terenie całego ZSRR, podjęcie służby wojskowej oraz zaangażowanie w proradziecką działalność polityczną. Po powrocie do domu tę samą prośbę dotyczącą rejestracji działalności na terenie Ukraińskiej SRR przedstawiono władzom tej republiki w Kijowie. Odpowiedź również była odmowna, a wkrótce potem Piatocha i Babijczuk zostali aresztowani, osądzeni i skazani na 25 lat więzienia.
Pod koniec lat 40. liczba Świadków Jehowy znacznie już przekraczała 8000 osób. MGB (poprzednik KGB) zaniepokojone wzrostem szeregów Świadków Jehowy, nad którymi nie miało żadnej kontroli, przygotowało starannie opracowany plan ataku, mający na celu nie tylko powstrzymanie wzrostu, ale likwidację tego związku religijnego. W 1950 roku aresztowano kolejnych 221 Świadków Jehowy.
W kwietniu 1951 roku komunistyczne władze przeprowadziły Operację Północ. Po dwóch tygodniach jazdy pociągami towarowymi na Syberię dotarli zesłani Świadkowie Jehowy z Mołdawii, z Łotwy, z Litwy, z Białorusi, z Estonii i z zachodniej Ukrainy w ogólnej liczbie 9973 osób. Mężczyzn i kobiety osadzono w osobnych łagrach. Operacja Północ stała się najbardziej masową deportacją ludności cywilnej przez sowiecki reżim totalitarny z powodu prześladowań religijnych.
W rezultacie tej akcji Świadkowie Jehowy pojawili się w miejscach, gdzie wcześniej nikt o nich nie słyszał. Na Syberii zorganizowano małe zbory i rozpoczęto ostrożną działalność kaznodziejską. Po pewnym czasie, pomimo sprzeciwu i działań prewencyjnych KGB, Świadkami Jehowy zaczęli zostawać miejscowi mieszkańcy.
W roku 1956 i 1957 ponad 462 tysiące uczestników serii 199 kongresów na całym świecie wysłało do Rady Ministrów ZSRR w Moskwie petycję o zapewnienie wolności religijnej dla współwyznawców przetrzymywanych w przeszło 50 obozach, które zorganizowano w europejskiej części Rosji, na Syberii, na wybrzeżu Oceanu Arktycznego oraz na arktycznym archipelagu Nowa Ziemia. Na początku 1957 roku władze zainicjowały kolejną akcję wymierzoną przeciw Świadkom Jehowy. Głosicieli inwigilowano oraz przeszukiwano ich domy w poszukiwaniu literatury biblijnej.
W roku 1958 chór składający się z około 20 Świadków Jehowy przebywających w łagrach na Syberii konspiracyjnie nagrał pieśni i pozdrowienia, które potem z narażeniem utraty wolności zostały przemycone przez pewne małżeństwo Świadków Jehowy z Polski, przebywające w Rosji na wakacjach. Chociaż nagranie było ściśle poufne, w wyniku zdrady informacja o nim dotarła do służby bezpieczeństwa. Mimo kilkukrotnej rewizji i 24-godzinnych przesłuchań służbom bezpieczeństwa nie udało się odnaleźć nagrania i przewożonych listów zaszytych w marynarce. Poprzez Wilhelma Scheidera nagranie dotarło do Nowego Jorku. Zostało ono odtworzone podczas przemówienia „za żelazną kurtyną” na kongresie międzynarodowym pod hasłem „Wola Boża” na Yankee Stadium. Jurij Dobyczin (zm. 2002), który odczytał pozdrowienia przekazane do Nowego Jorku, został w 1958 roku aresztowany i był nękany przez władze. Niektóre z osób biorących udział w nagraniu dopiero w roku 2016 dowiedziały się, że nagrania dotarły do Nowego Jorku i zostały odtworzone na kongresie.
W obozach pojedyncze egzemplarze Biblii i literatury biblijnej miały szczególną wartość, dlatego ukrywano je z narażeniem się na dodatkowe kary. Za posiadanie przepisanego na kartce wersetu biblijnego groziła kara 10 dni karceru. Wśród uwięzionych Świadków Jehowy umieszczano podstawionych donosicieli, którzy informowali o działaniach głosicieli. Komunistyczne władze w obozach oraz w niektórych miastach, jak Workuta, Inta, Uchta czy Syktywkar, gdzie były duże skupiska Świadków Jehowy, organizowały prelekcje mające przekonać i nakłonić obywateli do przyjęcia ateizmu. Ponieważ prelekcje szczegółowo opisywały wierzenia Świadków Jehowy, a relacjonowała je miejscowa prasa, jak również przedstawiano je w rozgłośniach radiowych, mimo ich negatywnej wymowy przyczyniły się one do nagłośnienia tego, w co wierzą Świadkowie Jehowy. Około 40% wszystkich głosicieli w ZSRR zaznajomiło się z tym wyznaniem w więzieniach i obozach pracy. W roku 1959 ponad 600 Świadków Jehowy trafiło do specjalnego obozu pracy w Mordowii.

### Działania KGB
Władze radzieckie nie dążyły do eksterminacji Świadków Jehowy, chciały ich natomiast na różne sposoby przekonać bądź zmusić do przyjęcia komunistycznej ideologii. KGB w mieszkaniach osób sprawujących nadzór nad działalnością na wielką skalę instalowało podsłuchy, kontrolowało rozmowy telefoniczne, korespondencję i na różne sposoby ich inwigilowało. Na uczestników zebrań religijnych nakładano kary grzywny, które nierzadko przekraczały połowę przeciętnego miesięcznego wynagrodzenia. Gdy te metody nie przynosiły oczekiwanych rezultatów, zaczęto wprowadzać do zborów wyszkolonych agentów. Osoby takie były gorliwe i aktywne w służbie kaznodziejskiej, więc w niektórych wypadkach otrzymywały odpowiedzialne zadania w zborach. Ich zadaniem było stwarzanie atmosfery strachu i niepewności, rzucanie podejrzeń na osoby sprawujące przewodnictwo, a także przechwytywanie literatury i przekazywanie jej KGB. W czasie zakazu przez 25 lat nadzorcą okręgu był Grigorij Siwulski (od roku 1975).
W połowie lat 50. agentom udało się wzbudzić nieufność niektórych głosicieli wobec członków Komitetu Kraju poprzez rozprowadzanie fałszywych informacji o ich współpracy z KGB. W 1958 roku na skutek podejrzliwości i nieufności wobec Komitetu Kraju, nie docierały do niego sprawozdania z działalności kaznodziejskiej kilku tysięcy głosicieli. Grupy te działały i rosły liczebnie w Irkucku, Tomsku, a później również w innych miastach. W marcu 1958 roku powołały one swój własny „komitet kraju”, który miałby zostać uznany przez wszystkie zbory w kraju. W kwietniu 1959 roku sformowano nowy oficjalny Komitet Kraju, w którym znalazł się m.in. Iwan Paszkowski usługujący w nim przez 30 lat. Po opuszczeniu więzienia w Komitecie Kraju przez 23 lata usługiwał też Mychajło Dasewicz, który następnie wszedł w skład ukraińskiego Komitetu Kraju.
Ciało Kierownicze poprzez Biuro Północnoeuropejskie, sprawujące wówczas nadzór nad działalnością w Związku Radzieckim, czyniło starania, by Świadkowie Jehowy działali w sposób zjednoczony. Nadzorca biura, Alfred Rütimann ze Szwajcarii, w 1959 roku skierował list do głosicieli w ZSRR, w którym położył nacisk na jedność w zborach oraz prowadzenie działalności kaznodziejskiej. W rezultacie część osób z odłączonych grup zaczęła odzyskiwać zaufanie do Komitetu Kraju. Jednak pełne naprawienie szkód trwało wiele lat. Osobom odłączonym za pośrednictwem kurierów dostarczano literaturę, którą studiowały, ale w dalszym ciągu nie dostarczały sprawozdań z działalności kaznodziejskiej.
W drugiej połowie 1959 roku komórki KGB na Syberii wykryły i zlikwidowały pięć zakonspirowanych drukarni. Znajdowały się one w miasteczkach Zima i Tułun oraz wioskach Kitoj, Oktiabrski i Załari. Osoby zaangażowane przy produkcji literatury biblijnej zostały aresztowane. Przygotowano pokazową rozprawę, w trakcie której planowano wykorzystać wypaczone zeznania kilku oskarżonych, co jednak w trakcie procesu się nie udało. Dwanaście osób otrzymało różnej długości kary więzienia. W trakcie rozprawy sędzia przeczytał przechwycony przez KGB list prezesa Towarzystwa Strażnica Nathana H. Knorra, który miał być dowodem na spiskowanie z cudzoziemcami.
W 1960 roku nakręcono propagandowy film dokumentalny „Świadkowie Boga” (ros. Божьи Свидетели). Film ten przedstawiał „przerażającą sektę Świadków Jehowy”, która odpowiadała za śmierć głównej bohaterki, Tani Wiesiełowej. By wyrwać się z „sekty”, Tania nocą uciekła bez płaszcza i zginęła w zamieci śnieżnej. Film był puszczany na propagandowych prelekcjach w kinach wielu miast i miasteczek Związku Radzieckiego, a aktorka grająca główną rolę opowiadała, jak ten film był nagrywany. Grająca główną rolę 24-letnia aktorka Wenera Grigorjewa wyszła za mąż za Polaka i wyjechała do Polski. W 1977 roku nawiązała kontakt w Polsce ze Świadkami Jehowy i rozpoczęła studium Biblii. W roku 1985 wróciła do Leningradu, gdzie została ochrzczona jako Świadek Jehowy. Nakręcono też inne filmy o podobnej treści, jak film „Armagedon” (ros. Армагеддон), który opowiadał o miłości żołnierza armii radzieckiej i dziewczyny podstępnie zwabionej w szeregi Świadków Jehowy. Pod koniec filmu młodsza siostra bohaterki ginie w wypadku spowodowanym przez Świadka Jehowy będącego chrześcijańskim starszym wykorzystywanym jako narzędzie amerykańskich służb wywiadowczych.
W 1960 roku KGB postanowiło definitywnie rozbić Świadków Jehowy. W tym celu w obozie w Republice Mordwińskiej umieszczono ponad 450 Świadków Jehowy z grupy związanej z Komitetem Kraju oraz tej odłączonej od społeczności. Spodziewano się konfrontacji pomiędzy obiema grupami, która doprowadzi do ostatecznego rozpadu organizacji Świadków Jehowy. Jednak właśnie ten wspólny pobyt w obozie pozwolił przywrócić jedność pomiędzy obiema grupami. Do przywrócenia jedności w znacznej mierze przyczynił się również artykuł z rosyjskiego wydania „Strażnicy” z 1 września 1961 roku oraz list Nathana H. Knorra z 1962 roku. W 1965 roku powołano komitet, którego celem było nawiązanie łączności z osobami, które z powodu zsyłki, uwięzienia czy podziałów utraciły kontakt ze zborami. W wyniku tych działań do roku 1971 do zborów powróciło ponad 4500 głosicieli.

### Drukowanie literatury biblijnej
Literaturę biblijną drukowano głównie w języku rosyjskim i ukraińskim, czasem zdarzały się też publikacje w innych językach. W tym celu wykonywano zdjęcia za pomocą aparatu mogącego pomieścić klisze długości 30 metrów. Były one wielokrotnie powtarzane, by uprościć dystrybucję. Następnie klisze były cięte na kawałki po 20 centymetrów i przekazywane kurierom, którzy dostarczali je do Związku Radzieckiego.
Drukarnie literatury urządzano w niewielkich pomieszczeniach zwanych „bunkrami”, często potajemnie wykopywanych pod częściami mieszkalnymi domostw. Podłogę i sufit wykładano deskami, do pomieszczenia doprowadzano prąd. Wprowadzały się do nich na okres około roku osoby zajmujące się drukowaniem. Czasem zajmowano się drukowaniem wyłącznie w nocy, po przymusowej pracy wykonywanej pod nadzorem w obozach pracy. W ciągu miesiąca w drukarni powstało 200 do 500 sztuk czasopism. Mogły one funkcjonować przez pewien czas tylko przy zachowaniu ścisłej tajemnicy, dlatego członkowie zborów nie wiedzieli, skąd pochodzi otrzymywana przez nich literatura ani kto zajmuje się drukowaniem.
W Moskwie przez 9 lat korzystano potajemnie z usług pewnej drukarni. Udało się w niej w tym czasie wydrukować książki: Od raju utraconego do raju odzyskanego, Prawda was wyswobodzi, Prawda, która prowadzi do życia wiecznego oraz śpiewniki. Gdy przez przypadek drukarnia została wykryta, drukarz został skazany na 3 lata więzienia, a Stiepan Lewicki, który zlecał druk, na 5 i pół roku.

### Zmiana sytuacji Świadków Jehowy w ZSRR
W 1964 roku Nikita Chruszczow został niespodziewanie odsunięty od władzy, co zapoczątkowało proces ograniczania represji. 30 września 1965 roku władze radzieckie wydały dekret, na mocy którego Świadkowie Jehowy zesłani w latach 1949–1951 na Syberię zostali zwolnieni. Wkrótce większość z nich osiedliła się w różnych miejscach na terenie ZSRR, gdyż nie zezwolono im na powrót w rodzinne strony. Decyzja władz przyczyniła się do rozpoczęcia działalności kaznodziejskiej na nowych terenach. W październiku 1965 roku ograniczenia nakładane na Świadków Jehowy oraz wywierany na nich nacisk ze strony władz zaczęły słabnąć. Ostatnim Świadkiem Jehowy, który opuścił obozy pracy w sierpniu 1981 roku po spędzeniu w nich 28 lat i 6 miesięcy, był Konstantin Skripczuk.
W roku 1973 grupa tatarskich Świadków Jehowy zaczęła urządzać zebrania religijne w Tatarstanie w języku tatarskim. W roku 1975 w Moskwie grupa miejscowych głosicieli zbierała się na zebraniach religijnych w mieszkaniu Murata Szakirowa. Pod koniec lat 70. XX wieku pierwsi głosiciele pojawili się na wyspie Sachalin. 20 lipca 1975 roku w Leningradzie William Lloyd Barry z Ciała Kierowniczego odbył tajne spotkanie z niejakim Kosse, który był odpowiedzialny za działalność na tamtym terenie.
W Leningradzie (dzisiejszy Petersburg) w roku 1980 działalność kaznodziejską prowadziło 65 głosicieli.
Po ogłoszeniu pieriestrojki w roku 1985 zaczęły następować stopniowe zmiany. Początkowo w niektórych regionach kraju Świadkowie Jehowy dalej byli skazywani i wysyłani do zakładów karnych. W roku 1988 niemieckie Biuro Oddziału poinformowało Biuro Główne, że władze kraju są gotowe przyznać Świadkom Jehowy nieco większą swobodę w urządzaniu zebrań i dostarczaniu literatury biblijnej – pod warunkiem rejestracji poszczególnych zborów. Zezwolono na wysyłkę literatury pocztą na adresy starszych, którzy rozdzielali ją pomiędzy głosicieli. W roku 1990 literaturę wysyłano na około 1600 adresów.
W latach 1989–1990 członkowie Ciała Kierowniczego po raz pierwszy spotykali się ze współwyznawcami z ZSRR. Tysiące Świadków Jehowy z całego ZSRR uczestniczyło w kongresach międzynarodowych pod hasłem „Prawdziwa pobożność” w Polsce – w roku 1989 w Chorzowie, Poznaniu i Warszawie, a rok później w Warszawie 17 454 Świadków Jehowy z ZSRR uczestniczyło w kongresie specjalnym pod hasłem „Czysta mowa”.
Przez wiele lat w okresie zakazu rosyjska edycja „Strażnicy” była miesięcznikiem o objętości 16 stron. Artykuły do studium w zborach ukazywały się z opóźnieniem sięgającym od pół roku do dwóch lat. W 1981 roku rosyjska edycja była miesięcznikiem liczącym 24 strony, a w roku 1985 zaczęła się ukazywać dwa razy w miesiącu. 1 czerwca 1990 roku ukazał się pierwszy wielobarwny 32-stronicowy numer rosyjskiej „Strażnicy”, która od tego numeru ukazuje się równocześnie z wydaniem angielskim.
W 1990 roku wyszli na wolność ostatni więźniowie z czasów represji. 26 lutego 1990 roku rozpoczęto w Moskwie rozmowy dotyczące legalizacji działalności Świadków Jehowy. Przewodniczący Komitetu do spraw Religijnych wraz z dwoma wiceprzewodniczącymi i trzema innymi urzędnikami przyjął delegację 15 osób reprezentujących Świadków Jehowy. W delegacji tej znalazło się 11 Świadków Jehowy z Rosji i innych republik radzieckich, Milton G. Henschel i Theodore Jaracz z Biura Głównego oraz Willi Pohl i Nikita Karlstroem z Biura Oddziału w Niemczech.

## 1991–2017, okres legalnej działalności

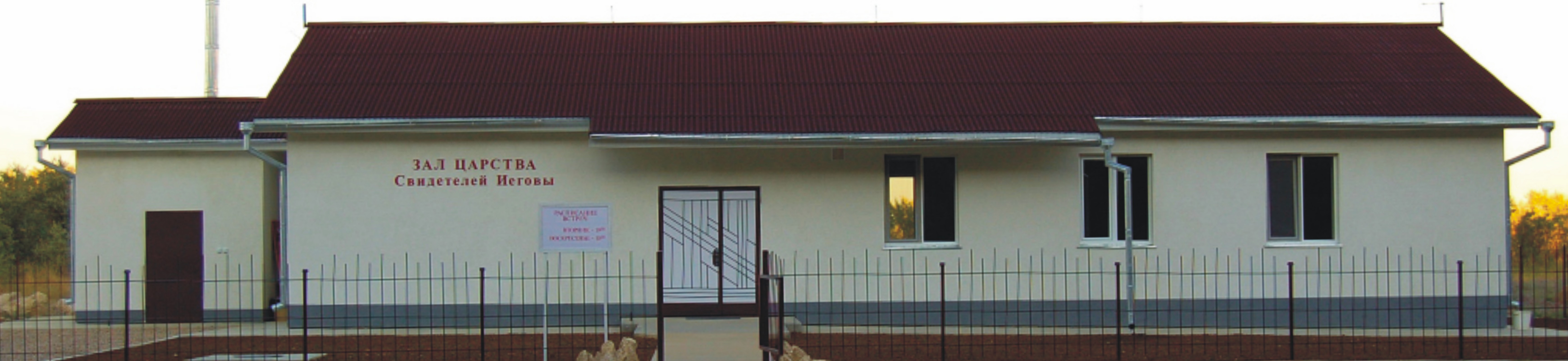
Jedna z Sal Królestwa w Rosji (2006)

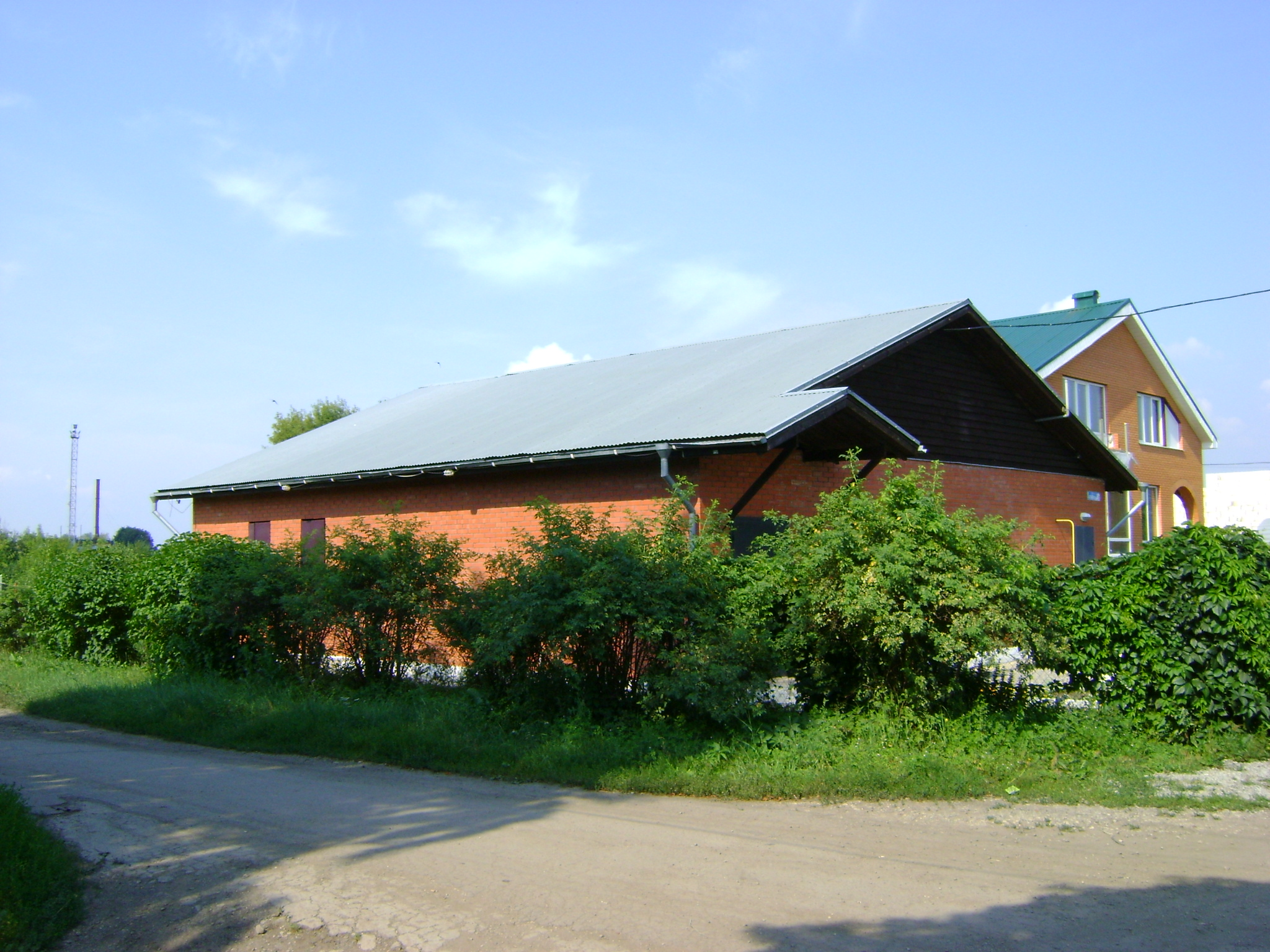
Sala Królestwa w mieście Uzłowaja (2013)

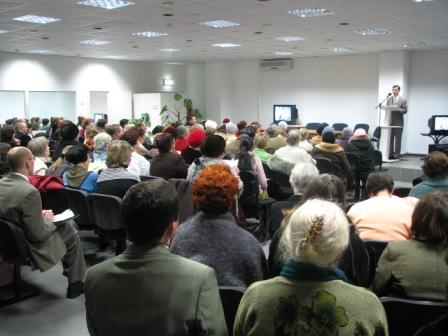
Zebranie zborowe w Sali Królestwa w Jużnosachalińsku (2007)

27 marca 1991 roku Świadkowie Jehowy w całym Związku Radzieckim zostali prawnie zarejestrowani. W całym kraju działalność kaznodziejską prowadziło wówczas 15 987 głosicieli. 11 grudnia 1992 roku nastąpiło prawne uznanie Świadków Jehowy w Federacji Rosyjskiej. Na początku lat 90. XX wieku rozpoczął się proces rehabilitacji wielu Świadków Jehowy prześladowanych przez władze w okresie powojennym. W marcu 1996 roku Świadkowie Jehowy zostali zrehabilitowani jako ofiary represji politycznych.
13 i 14 lipca 1991 roku Świadkowie Jehowy z północno-zachodnich rejonów ZSRR oraz z rejonu Królewca byli obecni na kongresie pod hasłem „Lud miłujący wolność” w Tallinnie w Estonii, a przeszło 2000 osób z Moskwy – w Kijowie. W kongresie w Usolu Syberyjskim uczestniczyło 17 531 osób. Pod koniec 1991 roku Świadkowie Jehowy z krajów Europy Zachodniej dostarczyli żywność i odzież współwyznawcom z niektórych rejonów byłego Związku Radzieckiego. W ramach pomocy humanitarnej Świadkowie Jehowy ze Szwecji dostarczyli ponad 51,5 tony produktów. Podobnie uczynili Świadkowie Jehowy z Finlandii (58 ton żywności), z Holandii (52 tony żywności) i z Włoch (188 ton żywności).
Przy pomocy fińskiego Biura Oddziału w dniach od 26 do 28 czerwca 1992 roku na stadionie im. Kirowa w Petersburgu zorganizowano kongres międzynarodowy pod hasłem „Nosiciele światła”. W zgromadzeniu uczestniczył Milton G. Henschel. Zebrało się na nim ponad 46 tysięcy osób, w tym delegaci z 30 krajów (delegacja ponad 300 Świadków Jehowy z Polski przyjechała specjalnym pociągiem z Warszawy), a program przedstawiany był w języku rosyjskim i fińskim. Kilka tygodni przed kongresem zorganizowano specjalną kampanię informacyjną z zaproszeniami (milion sztuk). Zorganizowano również kongres w Irkucku, na którym obecnych było 5 tysięcy osób.
Po tym zgromadzeniu fińskie Biuro Oddziału skierowało do Rosji 15 pionierów specjalnych. Jako pierwsze 1 lipca 1992 roku do Petersburga przyjechało małżeństwo Eija i Hannu Tanninenowie. Od października 1992 roku na teren ZSRR zaczęli przyjeżdżać liczni pionierzy specjalni z Polski. W sumie do Rosji przyjechało ponad 170 ochotników z Polski, głównie absolwentów Kursu Usługiwania. W październiku 1993 roku przybyli do Rosji Sonja i Arno Tünglerowie, absolwenci niemieckiej filii Szkoły Gilead.
W dniach od 22 do 24 lipca 1993 roku w Moskwie odbył się kolejny kongres międzynarodowy – pod hasłem „Pouczani przez Boga”, z udziałem delegatów z 30 krajów. Liczba obecnych wyniosła 23 743 osoby. W stolicy miejscowy Departament Sprawiedliwości zarejestrował Społeczność Świadków Jehowy w Moskwie.

### Centrum Administracyjne
W 1992 roku Ciało Kierownicze wyraziło zgodę na zakup siedmiohektarowej działki, wraz ze stojącymi na niej starymi budynkami, w miejscowości Sołniecznoje pod Petersburgiem. Rozpoczęto budowę Centrum Administracyjnego koordynującego działalność w Rosji. W pracach budowlanych pomocą służyło fińskie Biuro Oddziału. Pierwsza grupa ochotników z Finlandii przybyła do Sołniecznoje we wrześniu 1992 roku. W budowie uczestniczyło około 700 ochotników ze Skandynawii i innych rejonów Europy, a także z Ameryki, Australii i różnych regionów dawnego Związku Radzieckiego.
W lipcu 1993 roku do Sołniecznoje przyjechała pierwsza ciężarówka z Biura Oddziału w Niemczech, przywożąc 20 ton literatury biblijnej. Następnie te publikacje biblijne były rozwożone samochodami ciężarowymi do Moskwy, na Białoruś i do Kazachstanu. W roku 2007 do Biura Oddziału w Sołniecznoje dostarczano około 200 ton literatury biblijnej miesięcznie. W latach 1995–2001 zbory we Władywostoku i na Kamczatce w literaturę biblijną zaopatrywało japońskie Biuro Oddziału.
Pod koniec 1993 roku Sołniecznoje stało się siedzibą rosyjskiego Komitetu Kraju, w którym usługiwali: Iwan Paszkowski, Dmitrij Liwyj, Wasilij Kalin, Aleksiej Wierżbicki, Anatolij Pribytkow i Dmitrij Fieduniszyn. Po roku do tego grona dołączył Michaił Sawicki. Ciało Kierownicze z niemieckiego Biura Oddziału do pomocy w organizacji działalności skierowało Horsta Henschela.
W styczniu 1994 roku Dział Tłumaczeń języka rosyjskiego i ukraińskiego przeniesiono z Biura Oddziału w Niemczech do nowo budowanego kompleksu w Sołniecznoje.
Kraj podzielono na pięć obwodów, z których dwa obejmowały Petersburg, a trzy Moskwę i okolice. Pierwszymi nadzorcami obwodu zostali: Artur Bauer, Paweł Bugajski i Roy Öster w Moskwie oraz Krzysztof Popławski i Hannu Tanninen w Petersburgu. Kolejnym nadzorcą obwodu został Roman Skiba. Pierwszym nadzorcą okręgu w Rosji został Matthew Kelly ze Stanów Zjednoczonych, absolwent Kurs Usługiwania w 1992 roku.
W tym czasie w całej Rosji nastąpił dynamiczny wzrost liczby Świadków Jehowy. Na przykład w Wołgogradzie w ciągu trzech lat powstało 16 nowych zborów. W styczniu 1996 roku z Komitetu Kraju utworzono Komitet Oddziału podlegający bezpośrednio pod Biuro Główne oraz zamianowano kolejnych nadzorców okręgów. Byli to: Roman Skiba (Syberia i Daleki Wschód), Roy Öster (Białoruś i część Rosji aż po Ural, w tym Moskwa i Petersburg), Hannu Tanninen (od Kaukazu do Wołgi) i Artur Bauer (Kazachstan i Azja Środkowa).
Centrum Administracyjne pod Petersburgiem oddano do użytku w 1997 roku. Na kompleks składało się 14 obiektów. W 2000 roku prawa własności zostały przeniesione na Pensylwańskie Towarzystwo Biblijne i Traktatowe – Strażnica. 24 lipca 1997 roku otrzymano oficjalne pozwolenie na dystrybucję czasopism wydawanych przez Świadków Jehowy na terytorium Rosji przyznane przez Państwowy Komitet Prasy Federacji Rosyjskiej.
W roku 1995 w rosyjskim Biurze Oddziału utworzono Dział Informacji o Szpitalach, który ma na celu zapewnienie środowisku medycznemu udzielania rzetelnych informacji na temat stanowiska Świadków Jehowy w kwestii krwi. W kraju powołano ponad 60 Komitetów Łączności ze Szpitalami, współpracujących z lekarzami i pracownikami służby zdrowia gotowymi leczyć Świadków Jehowy bez użycia krwi. 6 października 1998 roku w stolicy odbyła się międzynarodowa konferencja medyczna poświęcona metodom, umożliwiającym przeprowadzanie zabiegów chirurgicznych bez przetaczania krwi. Ponad 800 lekarzy przybyło do Instytutu Chirurgii im. Wiszniewskiego w Moskwie na sympozjum zorganizowane w ramach Szóstego Ogólnorosyjskiego Zjazdu Anestezjologicznego. Na wystawie Świadkowie Jehowy dostarczyli setkom lekarzy artykuły o najnowszych badaniach dotyczących krwi.
W tym samym roku rosyjskie Biuro Oddziału powołało 12 Regionalnych Komitetów Budowlanych w celu wspierania przedsięwzięć związanych ze wznoszeniem Sal Królestwa. W grudniu tego samego roku Świadkowie Jehowy w Moskwie kupili piętrowy budynek, były dom kultury i utworzyli w nim kompleks 5 Sal Królestwa, z których korzystały 22 stołeczne zbory, do których należało 5000 głosicieli w Moskwie.
17 maja 2003 roku uroczyście oddano do użytku nowe obiekty mieszkalne, biura oraz magazyny Biura Oddziału. Rodzina Betel w tym czasie liczyła 350 osób. W uroczystości uczestniczyło również 600 zaproszonych gości, reprezentujących 30 krajów oraz wielu długoletnich Świadków Jehowy. Rosyjskie Biuro nadzorowało działalność kaznodziejską w 10 krajach, obejmujących 11 stref czasowych, gdzie w użyciu jest przeszło 100 języków, a literatura biblijna była tłumaczona na 34. Okolicznościowy wykład pt. „Napełnię ten dom chwałą” wygłosił członek Ciała Kierowniczego, David Splane. Następnego dnia na Stadionie imienia Kirowa w Petersburgu przedstawiono specjalny program, z którego skorzystało około 9800 osób.
Do 2017 roku rosyjskie Biuro Oddziału, koordynujące działalność w Rosji i w kilku państwach dawnego ZSRR (Armenia, Azerbejdżan, Tadżykistan, Turkmenistan i Uzbekistan) oraz w Mongolii, znajdowało się w Sołniecznoje koło Petersburga. Tłumaczono w nim publikacje biblijne na 36 miejscowych języków, w tym na rosyjski język migowy.

### Pismo Święte
W styczniu 1997 roku odbyła się konferencja prasowa w Petersburgu, na której ogłoszono wydanie przez Towarzystwo Strażnica Biblii Makarego. Przekład ten był pierwszym przekładem Starego Testamentu na język rosyjski. Został dokonany w pierwszej połowie XIX wieku przez archimandrytę Makarego i Gierasima Pietrowicza Pawskiego. Tłumaczenie to nie uzyskało aprobaty synodu. W latach 1860–1867 przekład ukazywał się na łamach czasopisma „Prawosławnoje obozrienije” jako Eksperymentalne tłumaczenie na język rosyjski. Do roku 1993, gdy został odnaleziony w Rosyjskiej Bibliotece Narodowej, był to przekład zapomniany. Zawiera on w ponad 3500 miejscach imię Boże w formie Іегова (Jehowa). Włoskie Biuro Oddziału wydrukowało 300 tysięcy egzemplarzy tego przekładu.
W 2001 roku wydano w języku rosyjskim Chrześcijańskie Pisma Greckie w Przekładzie Nowego Świata (Nowy Testment). Wydanie to zawierało Stary Testament z Przekładu synodalnego. Sześć lat później na zgromadzeniach pod hasłem „Naśladuj Chrystusa!”, w których uczestniczyli członkowie Ciała Kierowniczego, ogłoszono wydanie pełnego przekładu. W Petersburgu wydanie przekładu ogłosił Theodore Jaracz, a w Moskwie Stephen Lett. Prace nad tym tłumaczeniem trwały w rosyjskim Biurze Oddziału ponad 12 lat. Do 2016 roku wydrukowano ponad 4,8 miliona jego egzemplarzy.
Latem 2010 roku Pismo Święte w Przekładzie Nowego Świata wydano w języku osetyjskim. Jest to jedyny pełny przekład Biblii w tym języku.
16 lipca 2010 roku ogłoszono wydanie Chrześcijańskich Pism Greckich w Przekładzie Nowego Świata w rosyjskim języku migowym.
21 listopada 2015 roku ogłoszono wydanie Pisma Świętego w Przekładzie Nowego Świata w języku tatarskim (dwa lata wcześniej w tym języku ukazały się Chrześcijańskie Pisma Greckie w Przekładzie Nowego Świata).
W lipcu 2021 roku, pierwszego dnia programu kongresu regionalnego pod hasłem „Silni dzięki wierze!” (online) Kenneth Cook, członek Ciała Kierowniczego Świadków Jehowy, ogłosił wydanie zrewidowanej edycji rosyjskojęzycznego Pisma Świętego w Przekładzie Nowego Świata opartego na angielskiej rewizji z roku 2013. W okresie 14 lat wydrukowano 3 252 833 egzemplarzy tego przekładu w języku rosyjskim, którym posługuje się prawie 300 000 Świadków Jehowy.

### Dalszy rozwój
W 1997 roku utworzono pierwszy zbór rosyjskiego języka migowego. W Rosji funkcjonowały także liczne grupy języka migowego. W tym samym roku w rosyjskim Biurze Oddziału powstał specjalny zespół tłumaczy na ten język. W roku 2002 utworzono obwód języka migowego, który był największym terytorialnie obwodem na świecie. W roku 2016 rosyjskim językiem migowym posługiwało się ponad 3500 niesłyszących Świadków Jehowy.
15 maja 1997 roku w Moskwie Świadkowie Jehowy wzięli udział w międzynarodowym sympozjum poświęconym nauczaniu o Holocauście. Przedstawili losy Świadków Jehowy w okresie hitleryzmu. 10 Świadków Jehowy z Rosji, Ukrainy i Niemiec uczestniczyło w Moskwie w konferencji prasowej i rosyjskiej premierze filmu Niezłomni w obliczu prześladowań – Świadkowie Jehowy a hitleryzm. W kwietniu 2001 roku odbyła się w Moskwie premiera filmu Wierni w obliczu prób – Świadkowie Jehowy w Związku Radzieckim – z okazji 50-lecia ukazanych w nim wydarzeń. W tym też roku jako pierwsze pokazały go telewizje rosyjskie, m.in. w Petersburgu i w Omsku.
Latem 1998 roku na serię czterech kongresów pod hasłem „Boża droga życia” w Moskwie przybyły łącznie 18 292 osoby. W ramach przygotowań 700 głosicieli wysprzątało moskiewski Park Michałkowski. W 1999 roku w Petersburgu wybudowano pierwszą w Rosji Salę Zgromadzeń, na 1600 miejsc. W tym czasie działalność kaznodziejską w Rosji prowadziło 114 284 głosicieli.
W roku 2002 zorganizowano pomoc humanitarną dla poszkodowanych przez powódź na Kaukazie. Powstał pierwszy zbór tatarskojęzyczny w mieście Nabierieżnyje Czełny.
W 2005 roku na skutek zakazu budowy Sal Królestwa na terenie Moskwy ze stołecznego kompleksu pięciu Sal Królestwa korzystały 44 zbory i 2 grupy obcojęzyczne. Ponadto 17 zborów moskiewskich urządzało zebrania poza miastem, a 31 zborów spotykało się w mniejszych grupach w mieszkaniach prywatnych. W 2007 roku w Rosji działalność kaznodziejską prowadziło 150 056 głosicieli, a na Wieczerzy Pańskiej (Pamiątce) zebrało się 286 237 osób. W samym Petersburgu działało ponad 70 zborów, a w Moskwie 93. W następnym roku zanotowano liczbę 153 358 głosicieli, a w roku 2009 na dorocznej uroczystości Wieczerzy Pańskiej zebrało się 283 571 osób.
W 2006 roku na kongres międzynarodowy pod hasłem „Wyzwolenie jest blisko!” do Chorzowa przyjechało 4 tysiące delegatów z Rosji.
Od 20 do 22 maja 2010 roku w Moskwie odbył się jubileuszowy 60. Międzynarodowy Kongres Europejskiego Towarzystwa Chirurgów układu sercowo-naczyniowego i wewnątrznaczyniowego (ESCVS), na którym przedstawiono wystawę Metody alternatywne wobec transfuzji krwi, zorganizowaną przez Świadków Jehowy.
W roku 2013 rozpoczęto specjalne świadczenie publiczne na terenach wielkomiejskich, którym objęto 15 największych miast w Rosji. Wzięło w nim udział około 3500 pionierów. Wdrożono też program świadczenia publicznego na terenie poszczególnych zborów za pomocą wózków, stojaków lub stolików z literaturą biblijną. W lutym tego samego roku zorganizowano pomoc humanitarną dla poszkodowanych przez eksplozję meteora czelabińskiego.
10 i 11 maja 2014 roku, w związku z wizytą w Rosji Marka Sandersona członka Ciała Kierowniczego, specjalny program z Biura Oddziału został przetłumaczony na 14 języków i był transmitowany do ponad 2500 zborów na Białorusi i w Rosji. Identyczny program wygłaszany był również na Ukrainie przez Stephena Letta, także członka Ciała Kierowniczego.
14 lutego 2015 roku odbyło się specjalne spotkanie Świadków Jehowy, które zorganizowano z myślą o udzieleniu duchowego wsparcia przeszło 17 tysiącom współwyznawców mieszkających w strefie działań wojennych we wschodniej części Ukrainy. Dwugodzinny program przedstawiony w Biurze Oddziału Świadków Jehowy we Lwowie był transmitowany do zborów na Ukrainie i retransmitowany do zborów w Rosji i na Białorusi. Program obejrzało 150 841 Świadków Jehowy na Ukrainie i 186 258 ich współwyznawców na Białorusi i w Rosji, w sumie 337 099 osób.
Wiosną 2015 roku Świadkowie Jehowy z czterech zborów w Rostowie nad Donem otrzymali od władz miasta podziękowanie „za bardzo aktywny udział w wiosennej akcji upiększania miasta”.
W roku 2015 w Rosji zanotowano liczbę 175 615 głosicieli, a na dorocznej uroczystości Wieczerzy Pańskiej zebrało się 294 180 osób, a w 2016 roku zebrały się 293 933 osoby.
W czerwcu 2016 roku delegacja Świadków Jehowy z Rosji brała udział w kongresie specjalnym pod hasłem „Lojalnie trwajmy przy Jehowie!” w Helsinkach.
24 października 2016 roku w Bibliotece Regionalnej w Irkucku odbyła się konferencja Teoria i praktyka realizacji etniczno-wyznaniowych stosunków w regionie Irkucka, opisująca historię Świadków Jehowy w regionie Bajkału, którzy zostali tam przesiedleni w rezultacie Operacji Północ.
27 listopada 2016 roku w miejscowości Niezłobnaja odbyło się pierwsze zgromadzenie Świadków Jehowy dla 500 rosyjskich Romów posługujących się językiem romskim (w dialektach: vlax, kełderaskim oraz romani północnorosyjskim).
27 grudnia 2016 roku lokalny zbór Świadków Jehowy z Władykaukazu otrzymał od władz miasta kolejne podziękowanie „za aktywny udział w życiu społecznym miasta”, 31 maja 2017 roku prezydent Rosji Władimir Putin wręczył Order Rodzicielskiej Chwały Walerijowi i Tatianie Nowikom, należącym do Świadków Jehowy z Republiki Karelii, a 2 czerwca 2017 roku przedstawiciele organizacji Świadków Jehowy w Orle otrzymali od urzędników podziękowanie za udział w corocznej akcji sprzątania miasta.
W 2017 roku społeczność ta liczyła 171 828 głosicieli, należących do 2315 zborów i ponad 500 grup na oddaleniu (w tym ponad 30 zborów i 113 grup rosyjskiego języka migowego).
Po delegalizacji działalności w 2017 roku, delegacja Świadków Jehowy z Rosji w sierpniu uczestniczyła w kongresie specjalnym pod hasłem „Nie poddawaj się!” w kazachskim mieście Ałmaty. Delegacje z Rosji brały udział także m.in. w kongresach w Helsinkach, Kijowie i Malborku (z terenu obwodu królewieckiego). W lipcu 2018 roku w Tbilisi w Gruzji odbył się kongres specjalny pod hasłem „Bądź odważny!” z udziałem delegacji z Rosji. Delegaci z Rosji brali udział również w kongresie regionalnym pod hasłem „Miłość nigdy nie zawodzi!” w Chorzowie.
W Rosji zebrania zborowe z zachowaniem środków ostrożności odbywają się w mieszkaniach prywatnych w przeszło 60 językach, podobnie jak i kongresy – w 10 językach. Do pełnego zaspokojenia potrzeb zborów Świadków Jehowy w Rosji w 2015 roku brakowało około 460 Sal Królestwa. Na terenach zamieszkanych przez mniejszą liczbę głosicieli prowadzone były specjalne kampanie kaznodziejskie.

## Sytuacja po roku 1992 i stopniowa droga do delegalizacji
Działalność Świadków Jehowy na terenie Federacji Rosyjskiej została zalegalizowana w 1992 roku i w początkowym okresie była powadzona bez żadnych przeszkód w całej Rosji. W 1999 roku na podstawie ustawy o wolności sumienia i związkach wyznaniowych nastąpiła ponowna rejestracja. W całej Rosji Świadkowie Jehowy zarejestrowali ponad 400 lokalnych organizacji religijnych (LRO), które m.in. posiadały tytuły własności do Sal Królestwa i utrzymywały te budynki jako miejsca wielbienia Boga.
Z czasem jednak organizacja Świadków Jehowy w Rosji zaczęła zmagać się z coraz większymi trudnościami, stanowiącymi poważne zagrożenie dla wolności religijnej. Szczególnie od roku 2009 rosyjskie służby porządku publicznego zainicjowały ogólnokrajową kampanię wymierzoną przeciw nim, bez uzasadnionego powodu stosując wobec nich przepisy ustawy o przeciwdziałaniu ekstremizmowi. Od roku 2010 rosyjskie sądy uznały 88 publikacji biblijnych wydawanych przez Świadków Jehowy za ekstremistyczne. Wśród zakazanych publikacji znalazły się książki: Mój zbiór opowieści biblijnych, Zbliż się do Jehowy, Jak powstało życie? Przez ewolucję czy przez stwarzanie?, Człowiek poszukuje Boga, Pytania młodych ludzi – praktyczne odpowiedzi (tom 1), Czego naprawdę uczy Biblia? czy np. czasopismo „Strażnica Zwiastująca Królestwo Jehowy”. Świadkowie Jehowy w Rosji przestali ich używać i usunęli je z miejsc swoich spotkań. Rosyjskie władze skierowały do ekspertyzy, w nieznanym szerzej Centrum Badań Socjokulturowych w Moskwie również Pismo Święte w Przekładzie Nowego Świata. Za ekstremistyczną rosyjskie sądy uznały również oficjalną stronę internetową jw.org, do której Rosja jako jedyny kraj na świecie uniemożliwiła dostęp na swoim terytorium. Międzynarodowi eksperci skrytykowali te działania, stwierdzając m.in., „że ani jeden z biegłych nie ma stopnia naukowego z religioznawstwa oraz że nie są oni nawet zaznajomieni z treścią publikacji Świadków. Ich ekspertyzy zawierały cytaty zaczerpnięte z informacji dostarczanych przez Centrum Ireneusza z Lyonu – radykalną prawosławną organizację znaną ze zwalczania Świadków Jehowy, jak również wielu innych religii i wyznań”.
W niektórych miastach Rosji poszczególnym świadkom Jehowy prokuratura postawiła zarzuty o charakterze administracyjnym lub kryminalnym ze względu na organizowane spotkania religijne bądź też sam udział w nich. W niektórych wypadkach byli zmuszeni wnieść skargi prawne przed Europejski Trybunał Praw Człowieka i inne instytucje międzynarodowe. Pomimo jednoznacznych orzeczeń ETPC, władze w Rosji zrobiły niewiele, by przeciwdziałać prześladowaniom i dyskryminacji Świadków Jehowy. Organy porządku publicznego w dalszym ciągu przyczyniają się do ograniczania działalności tej społeczności religijnej.
By poinformować opinię publiczną o represjach stosowanych wobec Świadków Jehowy, w dniach od 26 do 28 lutego 2010 roku około 160 tysięcy głosicieli wzięło udział w specjalnej kampanii informacyjnej. Rozpowszechnili oni ponad 12 milionów traktatów pt. Czy to może się powtórzyć? Pytanie do obywateli Rosji, wskazujących na podobieństwa pomiędzy prześladowaniami ich w czasach komunizmu i problemami, z jakimi zmagali się w tym czasie. Ponad 50 osób rozdających traktat zostało aresztowanych za udział w tej akcji. Wiele z nich otrzymało później oficjalne przeprosiny za niesłuszne zatrzymanie przez milicję. W zorganizowanej z okazji tej kampanii konferencji prawnej w Moskwie wzięli udział członkowie Instytutu Praw Człowieka.
5 grudnia 2012 roku rosyjski Trybunał Konstytucyjny potwierdził, że związki wyznaniowe nie muszą występować do miejscowych władz o zgodę na organizowanie spotkań religijnych poza zarejestrowanymi obiektami. Sprawa dotyczyła głównie przedstawicieli Świadków Jehowy, którzy doroczne zgromadzenia organizowali w wynajętych obiektach i na prywatnych posesjach.

### Moskwa
W latach 1995–1998 prokuratura w Moskwie czterokrotnie wszczynała postępowanie karne przeciwko Świadkom Jehowy, których oskarżano o podżeganie do nietolerancji religijnej, rozbijanie rodzin, działalność antypaństwową oraz łamanie praw innych obywateli. 15 kwietnia 1999 roku Rada Ekspertów Ministerstwa Sprawiedliwości wydała orzeczenie stwierdzające, że literatura religijna Świadków Jehowy nie zawiera żadnych wezwań do gwałtownych zmian fundamentu porządku konstytucyjnego lub popełnienia innych czynów sprzecznych z prawem. 29 kwietnia 1999 roku Ministerstwo Sprawiedliwości odnowiło rejestrację Centrum Administracyjnego Świadków Jehowy w Rosji. Mimo to prokuratura ponownie wniosła to samo oskarżenie z powództwa cywilnego, a sąd w Moskwie wydał wyrok pozbawiający osobowości prawnej lokalną społeczność Świadków Jehowy w stolicy. Świadkowie Jehowy wnieśli apelację do Europejskiego Trybunału Praw Człowieka.
17 lutego 2004 roku Sędziowska Komisja Ekspertów ustaliła, że publikacje tego wyznania „umacniają trwałość rodziny i małżeństwa”. Pomimo tej opinii, 26 marca Gołowinski Sąd Rejonowy w Moskwie zdelegalizował lokalną Społeczność Świadków Jehowy. Jednak moskiewscy głosiciele nadal spotykali się jawnie, również organizując kongresy na moskiewskich stadionach. Międzynarodowa Helsińska Federacja Praw Człowieka (IHF) wystosowała list otwarty do prezydenta Rosji w reakcji na wyrok moskiewskiego sądu przeciw Świadkom Jehowy. Pod podobną petycją do prezydenta, 24 sierpnia, podpisało się ponad 315 tysięcy Rosjan. 10 czerwca 2010 roku ETPC uznał, że decyzja o delegalizacji prawnego reprezentanta Świadków Jehowy była bezprawna. W wydanym orzeczeniu Trybunał uznał, że Rosja powinna podjąć kroki w celu położenia kresu naruszeń i zadośćuczynienie, tak dalece jak to jest możliwe.
9 września 2010 roku rząd rosyjski oficjalnie zakwestionował wyrok Europejskiego Trybunału Praw Człowieka, który jednogłośnie uznał za niesłuszny zakaz działalności Świadków Jehowy w Moskwie. 13 grudnia tego samego roku Europejski Trybunał Praw Człowieka potwierdził, że zakaz działalności Świadków Jehowy w Moskwie był niezgodny z prawem. 15 lutego 2011 roku sąd rejonowy w Moskwie odrzucił wniosek stołecznej wspólnoty religijnej o ponowne rozpatrzenie swojej decyzji o zdelegalizowaniu tego wyznania w Moskwie, którą Europejski Trybunał Praw Człowieka uznał za niezgodną z prawem. 28 czerwca Moskiewski Sąd Miejski uznał orzeczenie Butyrskiego Sądu Rejonowego o odmowie ponownej rejestracji wspólnoty Świadków Jehowy w Moskwie, tym samym ignorując wyrok Europejskiego Trybunału Praw Człowieka. 27 maja 2015 roku Społeczność Świadków Jehowy w Moskwie została ponownie zarejestrowana przez Ministerstwo Sprawiedliwości Federacji Rosyjskiej po tym, jak w 2004 roku została – bezprawnie zdaniem ETPC – zdelegalizowana przez Gołowinski Sąd Rejonowy w Moskwie. Zostało też im wypłacone zadośćuczynienie
. W Moskwie w 2016 roku mieszkało około 9600 głosicieli.

### Taganrog
11 września 2009 roku Sąd w Rostowie nad Donem zdelegalizował zbory Świadków Jehowy w Taganrogu, Nieklinowie i Matwiejewie-Kurganie, wydając zakaz działalności i nakazując konfiskatę mienia. Świadkowie Jehowy uznali to za naruszenie wolności religijnej i złożyli apelację w ETPC. 8 grudnia 2009 roku Sąd Najwyższy Federacji Rosyjskiej oddalił apelację zboru w Taganrogu i potwierdził wcześniejszą decyzję sądu niższej instancji o jego rozwiązaniu. 1 marca 2010 roku milicja zamknęła i zaplombowała Salę Królestwa w Taganrogu, wybudowaną przez lokalną społeczność w 2006 roku. Był to pierwszy przypadek w Rosji, gdy obiekt sakralny Świadków Jehowy został skonfiskowany przez władze.
W maju 2013 roku 16 świadków Jehowy z Taganrogu stanęło przed sądem za organizowanie, obecność i udział w zebraniach oraz za udział w służbie kaznodziejskiej. 30 lipca 2014 roku w Taganrogu 7 z 16 oskarżonych świadków Jehowy zostało skazanych w procesie karnym za praktykowanie swojej religii. 12 grudnia 2014 roku Sąd Okręgowy w Rostowie nad Donem rozpatrzył odwołanie w sprawie 16 świadków Jehowy z Taganrogu oskarżonych o prowadzenie działalności religijnej i przekazał sprawę do ponownego rozpatrzenia przez nowy skład sędziowski w Sądzie Miejskim w Taganrogu.
Ponowny proces przeciwko 16 świadkom Jehowy z Taganrogu, oskarżonym o prowadzenie działalności religijnej, toczył się w 2015 roku. 30 listopada Sąd Miejski podtrzymał swoją decyzję i skazał ich za prowadzenie działalności religijnej na kary więzienia i grzywny.
17 marca 2016 roku Sąd Okręgowy w Rostowie podtrzymał wyrok skazujący 16 Świadków Jehowy za prowadzenie działalności religijnej, ale obniżył nałożone na 12 skazanych grzywny do 10 000 rubli.

### jw.org w Rosji
W lipcu 2010 roku władze miasta Komsomolsk nad Amurem we wschodniej Rosji na pewien czas zablokowały dostęp do oficjalnej, religijnej strony internetowej Świadków Jehowy, nie informując o tym właścicieli tej strony.
7 sierpnia 2013 roku Centralny Sąd Rejonowy w mieście Twer, położonym 160 km na północ od Moskwy, orzekł, że na terenie całej Federacji Rosyjskiej dostęp do serwisu internetowego Świadków Jehowy – jw.org – powinien zostać zablokowany. Postanowienie to zostało wydane bez powiadamiania o sprawie Towarzystwa Strażnica, wydawcy i reprezentanta Świadków Jehowy.
22 stycznia 2014 roku odbyła się rozprawa apelacyjna od tej decyzji przed Sądem Okręgowym w Twerze, który uchylił postanowienie sądu niższej instancji. Sąd Okręgowy po przeprowadzeniu nowego postępowania orzekł, że decyzja Sądu Rejonowego z 7 sierpnia 2013 roku była nieuzasadniona, ponieważ nie było prawnych przesłanek do zablokowania serwisu.
21 lipca 2015 roku, siedem miesięcy po orzeczeniu Sądu Najwyższego Federacji Rosyjskiej, uznającym oficjalny serwis internetowy Świadków Jehowy jw.org za ekstremistyczny, Ministerstwo Sprawiedliwości Federacji Rosyjskiej obłożyło go zakazem. Dostawcy internetu w Rosji zablokowali do niego dostęp, a propagowanie tego serwisu stało się tam przestępstwem. Rosja to jedyny na świecie kraj, w którym zdelegalizowano serwis jw.org.

### Inne przykłady naruszania praw człowieka
11 lipca 2008 roku w mieście Czechow, po raz pierwszy od rozpadu ZSRR w Rosji podpalono Salę Królestwa, a opieszałość strażaków doprowadziła do całkowitego jej spalenia. Miejscowa milicja odmówiła wszczęcia postępowania, pomimo znalezienia dowodów podpalenia. W listopadzie 2010 roku nastąpiła kolejna fala podpaleń i aktów wandalizmu wobec Sal Królestwa.
W lutym 2009 roku w całym kraju prokuratorzy prowadzili ponad 500 dochodzeń przeciwko zarejestrowanej działalności kaznodziejskiej Świadków Jehowy. Dochodziło do przerywania zebrań religijnych, konfiskaty literatury oraz rzeczy osobistych należących do uczestników zebrań. Z Rosji deportowano zagranicznych prawników reprezentujących Świadków Jehowy.
5 października 2009 roku władze rosyjskie zatrzymały publikacje religijne na granicy rosyjsko-fińskiej. W marcu 2015 roku rosyjscy urzędnicy celni rozpoczęli wstrzymywanie transportów zawierających publikacje biblijne Świadków Jehowy, mimo iż żaden nie zawierał wydawnictw figurujących na Federalnej Liście Materiałów Ekstremistycznych. 5 maja 2015 roku władze celne przejęły transport, który zawierał Pismo Święte w Przekładzie Nowego Świata w języku osetyjskim. 13 lipca rosyjscy celnicy odmówili zgody na wwóz do kraju 2013 egzemplarzy Pisma Świętego w Przekładzie Nowego Świata w języku rosyjskim. Do końca grudnia 2015 roku Urząd Celny w Wyborgu zatrzymał siedem dostaw literatury biblijnej wysyłanych z fińskiego Biura Oddziału.
W okresie od stycznia do sierpnia 2016 roku dokonano 64 rewizji domów prywatnych i Sal Królestwa, 64 zatrzymań i aresztowań oraz ogłoszono 16 wyroków skazujących za prowadzenie działalności religijnej. Naliczono ponad 60 wypadków, gdy organy porządku publicznego fabrykowały dowody, podrzucając zakazane publikacje w trakcie rewizji, jak miało to miejsce w czasie przeszukań Sal Królestwa w miastach: Bałakowo, Birobidżan, Samara, Stawropol, Piatigorsk, Niezłobnaja, Sewastopol, Dzierżyńsk, Nowosybirsk, Woroneż oraz Tuła. 12 października 2016 roku na posiedzeniu Twerskiego Sądu Rejonowego w Moskwie sędzia nie dopuściła w charakterze dowodów zeznań ani nagrań ukazujących nielegalne działania niektórych przedstawicieli władz. 28 lipca 2016 roku, w czasie zebrania zborowego Świadków Jehowy w Salach Królestwa w miastach Pietrozawodsk i Kostomuksza, służby bezpieczeństwa (policja, OMON, FSB) uzbrojone w broń automatyczną aresztowały uczestników tego zebrania i podrzuciły materiały, które figurują na Federalnej Liście Materiałów Ekstremistycznych. Podobną akcję przeprowadzono 18 grudnia 2016 roku w Sali Królestwa w Smoleńsku. Celem tych akcji było zebranie dowodów uzasadniających ewentualną delegalizację tych zborów.
25 maja 2017 w mieście Orzeł uzbrojeni policjanci i funkcjonariusze Federalnej Służby Bezpieczeństwa (FSB) przerwali cotygodniowe zebranie religijne Świadków Jehowy, dokonali przeszukań czterech domów miejscowych głosicieli i aresztowań, w tym obywatela Danii – Dennisa Christensena. 29 maja Sąd Miejski odrzucił odwołanie wobec decyzji o dwumiesięcznym areszcie dla Christensena, a areszt tymczasowy był czterokrotnie przedłużany, aż do 1 sierpnia 2018 roku. Uważa się, że jest on pierwszym aresztowanym za praktykowanie religii i czytanie Biblii od czasów upadku ZSRR. Prokurator postawił mu zarzut organizowania działalności związku religijnego uznanego za ekstremistyczny, za co grozi mu kara do 10 lat pozbawienia wolności. 28 września 2017 roku Sąd Apelacyjny odmówił zastąpienia aresztu na areszt domowy, pomimo oficjalnych gwarancji Ambasady Królestwa Danii. Prawnicy reprezentujący Dennisa Christensena złożyli skargę do Europejskiego Trybunału Praw Człowieka (ETPC). 4 września 2017 roku Trybunał rozpoczął jej rozpatrywanie, przesyłając do Rosji oficjalne zapytania w sprawie pogwałcenia praw aresztowanego. 26 lutego 2018 roku przed Sądem Rejonowym w Orle rozpoczęła się rozprawa karna wytoczona Dennisowi Christensenowi. 6 lutego 2019 roku Żeleznodorożny Sąd Okręgowy w Orle uznał Dennisa Christensena za winnego i skazał na 6 lat pozbawienia wolności. 21 lipca 2017 roku moskiewskie Stowarzyszenie Memoriał przyznało mu status więźnia politycznego. 20 czerwca 2018 roku rosyjska Rada do spraw Praw Człowieka zwróciła się do Prokuratury Generalnej o przyjrzenie się kwestii zgodności z prawem prześladowań Świadków Jehowy. 26 września 2018 amerykańska Komisja do spraw Międzynarodowej Wolności Religijnej formalnie uznała go za „więźnia sumienia”.
W okresie od kwietnia do maja 2017 roku zdarzyło się ponad 40 aktów wandalizmu wobec Sal Królestwa (m.in. w Aczyńsku, Gukowie, Petersburgu, Iżewsku, Królewcu, Lucino, Nowochopiorsku, Penzie, Nowomoskowsku i Żeszarcie) i domów Świadków Jehowy. Odnotowano co najmniej sześć przypadków, w których policja przerwała spotkania religijne Świadków Jehowy. W szkołach nasiliło się również wywieranie presji na ich dzieci, by postępowały one wbrew swoim przekonaniom religijnym, pomimo tego, że obowiązujące prawo rosyjskie stwierdza, że rodzice mają prawo pierwszeństwa do szkoleń i edukacji swoich dzieci przed wszystkimi innymi. Natomiast Kodeks Rodzinny nakłada na nich obowiązek dbania o „duchowy i moralny rozwój swoich dzieci”. Świadkowie Jehowy są zwalniani z pracy – głównie z sektora publicznego – z powodu przynależności religijnej. Dochodzi też do pobić oraz zatrzymań.
4 maja 2017 roku prokuratura skierowała ostrzeżenie do przewodniczącego lokalnej organizacji religijnej w Krymsku, informując o odpowiedzialności karnej za organizowanie zebrań religijnych. Podobne ostrzeżenia otrzymało co najmniej pięć innych lokalnych organizacji religijnych.
16 maja 2017 roku w sądzie w Prochładnym rozpoczął się proces za zamkniętymi drzwiami przeciwko Arkadijowi Akopjanowi, oskarżonemu o rozpowszechnianie publikacji religijnych i publiczne głoszenie. Wcześniej zwrócił się on do Komitetu Śledczego Rosji z prośbą o ściganie tych, którzy przedstawili fałszywe dowody, leżące u podstaw zarzutów. Podobna rozprawa toczy się przed sądem w mieście Siergijew Posad przeciwko Wiaczesławowi Stiepanowowi i Andriejowi Siwakowi, które zostało wszczęte w kwietniu 2013 roku. Agenci służb bezpieczeństwa ukrytą kamerą sfilmowali ich przemówienia i przekazali je do analizy ekspertowi, nauczycielce matematyki N. Kriukowej. W ich słowach N. Kriukowa „odkryła oznaki ekstremizmu”. Wniosek ten został jednak obalony. Sąd Okręgowy w Moskwie zwrócił sprawę do sądu pierwszej instancji, który 21 czerwca 2017 roku ich uniewinnił.
9 czerwca 2017 roku komisja wojskowa na Krymie zażądała, żeby rekrut – Świadek Jehowy przedstawił dokument wyrzeczenia się swojej wiary oraz przejścia do innej religii. Komisja stwierdziła, że prawo do odbywania zastępczej służby cywilnej będzie przyznawane tylko pod warunkiem zrzeczenia się swoich przekonań religijnych, a niezastosowanie się do tego spowoduje proces sądowy. Zalecenie to jest sprzeczne z Konstytucją Federacji Rosyjskiej, która stwierdza, że ze względu na przekonania religijne obywatel ma prawo do zastępczej służby cywilnej.
6 września 2017 roku w Soczi policja zatrzymała dwóch spacerujących Świadków Jehowy. Jeden z nich, Siergiej Isajew, został aresztowany na 10 dni. 20 września 2017 roku funkcjonariusze organów ścigania dokonali przeszukań co najmniej dwóch domów Świadków Jehowy w Bugulmie.
Heiner Bielefeldt, przedstawiciel ONZ ds. wolności religijnej, negatywnie ocenił sytuację w Rosji. Sprawozdanie 113. sesji Organizacji Narodów Zjednoczonych stwierdziło, że przeciwko Świadkom Jehowy sądy niewłaściwie powołują się na nową ustawę O przeciwdziałaniu działalności ekstremistycznej. W 2015 roku Komitet Praw Człowieka ONZ ponownie zwrócił Rosji uwagę na swoje zalecenia z lat 2003 i 2009, by „niezwłocznie dokonała korekty ustawy federalnej dotyczącej zwalczania działalności ekstremistycznej”. Miała w niej jasno sprecyzować definicję działalności ekstremistycznej jako działania mającego związek z przemocą lub nienawiścią, a także jednoznacznie określić, na jakiej podstawie materiały mogą zostać zaklasyfikowane jako ekstremistyczne. Ponadto Rosja „ma poczynić wszelkie niezbędne kroki, by zapobiec nadużywaniu wspomnianej ustawy oraz zrewidować federalną listę materiałów ekstremistycznych”.

### ETPC
Świadkowie Jehowy złożyli ponad 40 wniosków do Europejskiego Trybunału Praw Człowieka w celu dochodzenia zadośćuczynienia za naruszenie praw człowieka przez władze rosyjskie. Większość z nich dotyczy podobnych naruszeń praw człowieka i są one rozpatrywane w jednym postępowaniu.
W zakończonych postępowaniach Europejski Trybunał Praw Człowieka czterokrotnie orzekał na korzyść Świadków Jehowy. 11 stycznia 2007 roku w sprawie Kuzniecow i inni przeciw Rosji Trybunał orzekł, że Rosja naruszyła Konwencję Praw Człowieka, gdy lokalne władze nielegalnie przerwały spotkanie niesłyszących Świadków Jehowy w Czelabińsku. 22 listopada 2010 roku w sprawie Świadkowie Jehowy w Moskwie przeciw Rosji ETPC stwierdził, że likwidacja i zakaz działalności osoby prawnej reprezentującej Świadków Jehowy w Moskwie wydany przez moskiewską prokuraturę był bezprawny. 7 października 2013 roku w sprawie Awilkina i inni przeciw Rosji Trybunał orzekł, że Rosja naruszyła prawo do prywatności, gdy prokuraturze w Petersburgu na żądanie ujawniono poufne informacje medyczne. 26 czerwca 2014 roku w sprawie Krupko i inni przeciw Rosji Trybunał stwierdził, że władze nie mogą przerwać i zakończyć publicznego zgromadzenia, nawet jeśli nie zostały stosownie powiadomione o jego przeprowadzeniu, o ile jego uczestnicy nie stanowią zagrożenia dla porządku publicznego.
1 grudnia 2017 roku ETPC uznał skargę Świadków Jehowy i zdecydował się na jej priorytetowe rozpatrzenie. Do 23 marca 2018 roku nakazał Federacji Rosyjskiej przedstawić jej stanowisko w sprawie zawarcia porozumienia i złożenia wszelkich propozycji. Skarga Centrum Administracyjne Świadków Jehowy w Rosji i Kalin przeciw Federacji Rosyjskiej (nr 1018817) skierowana jest do ETPC w związku z decyzją rosyjskiego Sądu Najwyższego z 20 kwietnia 2017 roku dotyczącą likwidacji wszystkich 396 lokalnych organizacji reprezentujących Świadków Jehowy w Rosji i zakazu ich działalności z przyczyn przewidzianych w ustawie antyekstremistycznej.

## Delegalizacja w 2017 roku i jej następstwa
20 kwietnia 2017 roku, po kilkunastu latach stopniowego ograniczania działalności Świadków Jehowy, rosyjski Sąd Najwyższy zdelegalizował Centrum Administracyjne Świadków Jehowy w Rosji oraz uznał wszystkie prawnie zarejestrowane lokalne organizacje religijne (LRO), którymi posługują się Świadkowie Jehowy, za organizacje „ekstremistyczne”. Wyrok ten został podtrzymany przez Sąd Najwyższy 17 lipca 2017 roku, co w praktyce oznacza zakaz działalności na terenie Rosji.
Zgodnie z oświadczeniem rządu Federacji Rosyjskiej przesłanego do Europejskiego Trybunału Praw Człowieka jako odpowiedź na skargę Świadków Jehowy dotyczącą wprowadzenia zakazu dla jednostek prawnych, „orzeczenie Sądu Najwyższego Federacji Rosyjskiej z dnia 20 kwietnia 2017 roku oraz apelacyjna decyzja Izby Odwoławczej Sądu Najwyższego Federacji Rosyjskiej z dnia 17 lipca 2017 roku nie zawierają oceny wyznania Świadków Jehowy i nie zawierają żadnych ograniczeń ani zakazu indywidualnego praktykowania powyższych nauk”. Pomimo tego zapewnienia organy państwowe w Rosji nadal prześladują pojedynczych wyznawców.
17 sierpnia 2017 roku Sąd Miejski w rosyjskim mieście Wyborg obłożył zakazem Pismo Święte w Przekładzie Nowego Świata na terenie Rosji. Choć prawo Rosji nie zezwala na objęcie zakazem rozpowszechniania Biblii, to powołani przez sąd biegli uznali, że to tłumaczenie nie jest Biblią. Świadkowie Jehowy złożyli odwołanie od tego wyroku. 20 grudnia 2017 roku Leningradzki Sąd Okręgowy podtrzymał wyrok i uznał Pismo Święte w Przekładzie Nowego Świata za materiał „ekstremistyczny”.
Do listopada 2024 roku przeprowadzono 2149 rewizji w mieszkaniach (489 w 2019 roku, 477 w 2020 roku, 382 w 2021 roku, 200 w 2022 roku, 183 w 2023 roku). Do listopada 2024 roku postępowanie karne wytoczono przeciw 837 osobom (w wieku od 20 do 91 lat). 171 członków wyznania otrzymało wyroki bezwzględnego pozbawienia wolności, ponad 30 ukarano grzywną, a 280 osób uznano za winne i skazano na karę pozbawienia wolności w zawieszeniu, co oznacza, że jeśli sędzia uzna, że skazany złamał warunki zawieszenia, sąd może zarządzić odbycie orzeczonej kary. Pozostałe sprawy są w toku.

### Sytuacja Świadków Jehowy w Rosji od 2017 roku
Już w 2013 roku grupa 63 kontrolerów weszła bez uprzedzenia do Centrum Administracyjnego Świadków Jehowy w Sołniecznoje niedaleko Petersburga. Podczas przeszukania obiektów nie znaleźli niczego nielegalnego. Działania te potępiły rosyjskie organizacje broniące praw człowieka. 16 stycznia 2017 roku Sąd Miejski w Moskwie odrzucił odwołanie Świadków Jehowy od decyzji o zgodności z prawem ostrzeżenia wystosowanego przez Prokuraturę Generalną pod adresem ich Centrum Administracyjnego w Rosji w dniu 2 marca 2016 roku. Orzeczenie to podtrzymało wyrok Twerskiego Sądu Rejonowego w Moskwie z 12 października 2016 roku wydany na korzyść Prokuratury Generalnej. 7 grudnia 2017 roku Sestrorecki Sąd Rejonowy orzekł konfiskatę obiektów Centrum Administracyjnego Świadków Jehowy. Sąd anulował 17-letnią umowę zawartą między biurem krajowym Świadków Jehowy w Rosji a Pensylwańskim Towarzystwem Biblijnym i Traktatowym – Strażnica. Od tego wyroku złożono odwołanie do sądu apelacyjnego. 3 maja 2018 roku Sąd Miejski w Petersburgu podtrzymał orzeczenie z 7 grudnia, co pozwoliło władzom Rosji na zajęcie 14 nieruchomości należących do kompleksu Centrum Administracyjnego Świadków Jehowy w Rosji. Wyrok ten jest objęty wcześniej złożoną skargą do ETPC. Poinformował on władze Rosji, że skarga zostanie potraktowana priorytetowo. Ponadto władze stopniowo przejęły 131 nieruchomości będących własnością Świadków Jehowy, a kolejnych 60 obiektów ma zostać skonfiskowanych. 43 przejęte nieruchomości były własnością zagranicznych jednostek prawnych z Austrii, Danii, Finlandii, Hiszpanii, Holandii, Norwegii, Portugalii, Szwecji i Stanów Zjednoczonych.
W maju 2016 roku Świadkowie Jehowy posiadali 406 zarejestrowanych LRO, w tym 22 na Krymie. Do tego czasu siedem lokalnych wspólnot Świadków Jehowy zostało zdelegalizowanych przez rosyjskie sądy, m.in. w Samarze, Abińsku, Biełgorodzie, Starym Oskole, Eliście i Orle. 9 lutego 2017 roku Sąd Najwyższy Federacji Rosyjskiej zarządził likwidację lokalnej organizacji religijnej Świadków Jehowy w Birobidżanie. Podtrzymał tym samym wyrok sądu niższej instancji, który uznał, że organizacja ta ma charakter ekstremistyczny, i obłożył zakazem prowadzoną przez nią działalność. Według Świadków Jehowy orzeczenie zostało oparte na sfabrykowanych dowodach poprzez wykorzystanie podrzuconych zakazanych publikacji. Wyrok ten oparto na wydarzeniach ze stycznia 2016 roku, gdy zamaskowani antyterroryści przerwali zebranie religijne i podłożyli zakazane publikacje pod krzesłem w obecności uczestników spotkania.
15 marca 2017 roku Sąd Najwyższy Federacji Rosyjskiej na swojej oficjalnej stronie internetowej zamieścił informację, że Ministerstwo Sprawiedliwości złożyło wniosek „o uznanie organizacji religijnej i Centrum Administracyjnego Świadków Jehowy za ekstremistyczne, nałożenie zakazu prowadzenia przez nie działalności oraz o ich likwidację”. O wniosku nie powiadomiono Świadków Jehowy. Skutkiem tego wniosku może być utrata nieruchomości, w których odbywają się zebrania religijne, oraz budynków Centrum Administracyjnego, a także likwidacja blisko 400 jednostek prawnych, którymi posługują się Świadkowie Jehowy. Wprowadzenie zakazu mogłoby być podstawą do oskarżeń poszczególnych głosicieli o przestępstwo ze względu na udział w zebraniach religijnych lub prowadzenie działalności kaznodziejskiej. Sąd Najwyższy rozpoczął rozpatrywanie wniosku w dniu 5 kwietnia 2017 roku.
W obliczu zagrożenia przez wprowadzenie zakazu działalności Świadkowie Jehowy przygotowali ogólnoświatową kampanię pisania listów do prezydenta, premiera i najwyższych władz Federacji Rosyjskiej. W ten sposób Ciało Kierownicze Świadków Jehowy zwróciło uwagę władz i opinii publicznej na zrównanie pokojowej działalności organizacji religijnej z działalnością ekstremistyczną. Podobną kampanię w obronie współwyznawców w Rosji przeprowadzono blisko 20 lat wcześniej. Szacuje się, że do władz rosyjskich wysłano około 48 milionów listów ze wszystkich krajów świata.
Komisja ds. Bezpieczeństwa i Współpracy w Europie potępiła działania prawne wytoczone przeciwko Świadkom Jehowy i wezwała władze rosyjskie do natychmiastowego zaprzestania prześladowań religijnych. Działania te potępili również specjalni sprawozdawcy Organizacji Narodów Zjednoczonych, Theodora Bakoyannis i Liliane Maury Pasquier, współsprawozdawczynie Komitetu Monitorującego Zgromadzenia Parlamentarnego Rady Europy [PACE] dla Federacji Rosyjskiej, Roger Wicker, przewodniczący amerykańskiej Komisji do spraw Bezpieczeństwa i Współpracy w Europie, Europejska Służba Działań Zewnętrznych, przedstawiciel OBWE do spraw zwalczania rasizmu, ksenofobii i dyskryminacji, Biuro Instytucji Demokratycznych i Praw Człowieka, OBWE oraz obrońcy praw człowieka i wolności religijnej, m.in. Ludmiła Aleksiejewa, Heiner Bielefeldt, Massimo Introvigne. 5 kwietnia 2017 roku Unia Europejska na 1283. posiedzeniu Komitetu Ministrów Rady Europy wezwała władze rosyjskie do zagwarantowania Świadkom Jehowy w Rosji możliwości korzystania z prawa do wolności myśli, sumienia i religii oraz prawa do wolności zgromadzeń i zrzeszania się bez dalszej interwencji – praw, które gwarantuje Konstytucja Federacji Rosyjskiej. Wezwały też władze rosyjskie do działań zgodnych z umowami międzynarodowymi, w tym Europejskiej Konwencji Praw Człowieka, a także międzynarodowych standardów praw człowieka.
20 kwietnia 2017 roku, po sześciu dniach procesowych, Sąd Najwyższy Federacji Rosyjskiej uznał organizację Świadków Jehowy w Rosji za ekstremistyczną i wprowadził nakaz rozwiązania Centrum Administracyjnego w Rosji oraz 395 Lokalnych Organizacji Religijnych (LOR), jakimi posługują się Świadkowie Jehowy w Rosji, a także przepadek ich mienia na rzecz Federacji Rosyjskiej. Od tej decyzji Świadkowie Jehowy wnieśli apelację, a Ciało Kierownicze wysłało do Moskwy 20 delegatów z 18 krajów, z trzech kontynentów, aby współwyznawcy w Rosji odczuli wsparcie z różnych części świata. Delegaci ci odwiedzili w Moskwie 21 ambasad, by przekazać ścisłe informacje o negatywnych skutkach ataku rosyjskich władz na Świadków Jehowy w Rosji. Kilkanaście ambasad wysłało na 8-godzinną rozprawę swoich przedstawicieli. 17 lipca złożona apelacja została negatywnie rozpatrzona przez zespół składający się z trzech sędziów Sądu Najwyższego. Świadkowie Jehowy zapowiedzieli odwołanie się do Europejskiego Trybunału Praw Człowieka, Komitetu Praw Człowieka ONZ i innych organizacji międzynarodowych.
Orzeczenie sądu potępiły organizacje broniące praw człowieka i wolności religijnej, Biuro Instytucji Demokratycznych i Praw Człowieka, Amnesty International, Human Rights Watch, a także m.in. Unia Europejska, rządy niektórych państw (m.in. Niemiec, Wielkiej Brytanii i Stanów Zjednoczonych), naukowcy (m.in. Pawieł Polan), sekretarz generalny Konferencji Katolickiego Episkopatu Rosji oraz inne międzynarodowe organizacje pozarządowe. 2 maja 2017 roku na spotkaniu Angeli Merkel z Władimirem Putinem w Soczi kanclerz Niemiec zaapelowała do prezydenta Rosji, aby wpłynął na ochronę praw mniejszości m.in. w kontekście decyzji Sądu Najwyższego, delegalizującego działalność Świadków Jehowy w Rosji. 19 lipca 2017 roku Europejska Służba Działań Zewnętrznych wezwała Rosję do przywrócenia Świadkom Jehowy możliwości „pokojowego korzystania z wolności zgromadzeń”. Również Departament Stanu Stanów Zjednoczonych wezwał Federację Rosyjską do zniesienia zakazu działalności Świadków Jehowy. 20 lipca 2017 roku Stała Rada OBWE przyjęła oświadczenie wydane przez Unię Europejską. Wezwano w nim Rosję, by umożliwiła Świadkom Jehowy „pokojowe korzystanie z prawa do zgromadzania się bez ingerencji ze strony państwa, zagwarantowane przez konstytucję Federacji Rosyjskiej, umowy międzynarodowe, których Rosja jest sygnatariuszem, oraz międzynarodowe standardy praw człowieka”. Oświadczenie to zostało jednogłośnie przyjęte w Wiedniu przez wszystkie 28 państw członkowskich Unii Europejskiej. Zaakceptowały je również inne kraje spoza Unii Europejskiej, takie jak Australia, Kanada i Norwegia. Oświadczenia krytykujące decyzję sądu z 17 lipca 2017 roku wydały również m.in. Biuro Spraw Zagranicznych oraz Wspólnoty (Wielka Brytania), Europejska Służba Działań Zewnętrznych, amerykańska Komisja do spraw Międzynarodowej Wolności Religijnej, Departament Współpracy Międzypaństwowej z Rosją, Azją Centralną i Krajami Partnerstwa Wschodniego Ministerstwa Spraw Zagranicznych Niemiec. 25 sierpnia 2017 roku Komitet ds. Likwidacji Dyskryminacji Rasowej ONZ wezwał Rosję do zniesienia listy materiałów ekstremistycznych, która jest wykorzystywana do dyskryminacji grup społecznych. 13 września 2017 roku organizacje praw człowieka: Prawa Człowieka bez Granic (HRWF) oraz Forum for Religious Freedom – Europe (FOREF) wystosowały wezwanie do delegacji biorących udział w konferencji OBWE w Warszawie. W apelu wezwano państwa członkowskie OBWE do wzmocnienia głosu sprzeciwu wobec zakazu działalności Świadków Jehowy w Rosji oraz wezwania Rosji do natychmiastowego zwolnienia z aresztu Dennisa Christensena.
11 września 2017 roku Świadkowie Jehowy złożyli zażalenie na decyzję Sądu Najwyższego o zlikwidowaniu i zakazie działalności wszystkich zarejestrowanych lokalnych organizacji religijnych (LRO) Świadków Jehowy w Rosji. Skarga musi być rozpatrzona przez Prezydium Sądu Najwyższego Rosji w terminie trzech miesięcy. 9 października 2017 roku Świadkowie Jehowy złożyli skargę Rzecznikowi Praw Obywatelskich na decyzję Sądu Najwyższego Rosji. Zwrócili w niej uwagę na narastającą falę naruszeń praw człowieka, które nastąpiły po wydaniu orzeczenia sądu, wzrost agresji i aktów wandalizmu wobec wierzących, inwigilację (w tym małoletnich), odmowę świadczenia alternatywnej służby cywilnej, dyskryminację w miejscach pracy oraz aresztowania.
14 grudnia 2017 roku 40 przedstawicieli rosyjskich władz wtargnęło do Sali Zgromadzeń Świadków Jehowy w Petersburgu, mogącej pomieścić na spotkaniach religijnych 1500 osób. Odgrodzono cały teren i przejęto nad nim kontrolę, postanawiając przenieść prawa własności na pobliskie centrum medyczne. W związku z tymi działaniami Świadkowie Jehowy wnieśli skargi do Europejskiego Trybunału Praw Człowieka oraz do Komitetu Praw Człowieka ONZ.
Zaledwie kilka godzin po ogłoszeniu 20 kwietnia wyroku Sądu Najwyższego w Petersburgu dokonano aktu wandalizmu miejscowej Sali Zgromadzeń. Podobne sytuacje miały miejsce w stosunku do Sal Królestwa i prywatnych domów Świadków Jehowy w obwodzie królewieckim, Moskwie, Penzie, Rostowie, Petersburgu, Jekaterynburgu, Woroneżu i Krasnojarsku. 24 maja 2017 roku w miejscowości Żeszart w Republice Komi doszło do podpalenia i poważnego uszkodzenia budynku, w którym Świadkowie Jehowy organizowali wcześniej swoje spotkania. Doszło też do pierwszych masowych zatrzymań. 25 maja 2017 roku w Orle policja przerwała pokojowe spotkanie religijne i razem z obywatelami Rosji aresztowała obywatela Danii, Dennis Christensena.
26 sierpnia 2017 roku uzbrojeni policjanci otoczyli 18 Świadków Jehowy, którzy biwakowali nad jeziorem niedaleko Nieftiekumska. Zostali aresztowani. Później policja śledziła wielu Świadków Jehowy w Nieftiekumsku i przeszukiwała ich domy.
Nie ustając w zwalczaniu jednostek prawnych Świadków Jehowy, władze Rosji zaczęły też brać na cel poszczególne osoby. Błędnie zrównują osobiste praktyki religijne z działalnością zdelegalizowanych jednostek prawnych. W trakcie wtargnięć policjantów do domów Świadków dochodzi do maltretowania i brutalnych przesłuchań. Mężczyźni i kobiety w każdym wieku są aresztowani i skazywani na karę pozbawienia wolności lub umieszczani w areszcie domowym.

### 2018
Szczególnie od stycznia 2018 roku działalnością religijną Świadków Jehowy zajmują się organy ścigania. Od 10 kwietnia w 16 rosyjskich miejscowościach: Biełgorod, Chabarowsk, Kemerowo, Magadan, Murmańsk, Nabierieżnyje Czełny, Orzeł, Orenburg, Perm, Polarnyj, Psków, Władywostok, Saratów, Szuja (20 kwietnia), Tomsk i Ufa funkcjonariusze Policji, w tym zamaskowani i z bronią automatyczną, przeprowadzili akcje przeciw Świadkom Jehowy. W wyniku tych akcji aresztowano 20 mężczyzn, którym za udział w spotkaniach religijnych groziła kara od 2 do 10 lat więzienia. Świadkom Jehowy stawiano fałszywy zarzut „brania udziału w działalności organizacji ekstremistycznej”. W miastach tych przeciw ponad 40 Świadkom Jehowy wszczęto śledztwa kryminalne. Oprócz tych akcji, wymierzonych w osoby dorosłe, władze rosyjskie w listopadzie 2017 roku oznajmiły, że państwo rosyjskie może odbierać Świadkom Jehowy ich dzieci w celu „resocjalizacji”.
10 maja delegatura Unii Europejskiej przy Organizacji Bezpieczeństwa i Współpracy w Europie wydała oświadczenie w sprawie sytuacji Świadków Jehowy w Rosji. Wyrażono w nim głębokie zaniepokojenie rosnącym prześladowaniem Świadków Jehowy w Rosji. Wykazano też, że rząd rosyjski – chociaż twierdził, iż likwidacja osób prawnych reprezentujących Świadków Jehowy (LRO) nie będzie miała wpływu na indywidualne praktykowanie swojej wiary przez członków wyznania – doprowadził jednak do wszczęcia spraw karnych przeciw poszczególnym wierzącym. UE wyraziła niezadowolenie aresztowaniami członków społeczności Świadków Jehowy. Rząd rosyjski przejął kompleks Centrum Administracyjnego Świadków Jehowy oraz 90–100 obiektów służących jako miejsca zebrań (w 100 dalszych przypadkach toczą się postępowania sądowe). Wobec wiernych służby nasiliły stosowanie nalotów policyjnych na prywatne domy i na miejsca wielbienia, przeprowadzanie arbitralnych zatrzymań oraz zastraszanie członków wyznania. Oświadczenie przyjęło również 9 innych krajów europejskich. Tego samego dnia delegatura Stanów Zjednoczonych przy OBWE wyraziła zaniepokojenie kolejnymi doniesieniami o nękaniu grup wyznaniowych. Zwrócono uwagę na fakt, że działalność pokojowego związku wyznaniowego władze określają jako „ekstremistyczną”, stosując ustawę „anty-ekstremistyczną” w celu ograniczenia korzystania z wolności religijnej.
16 maja dokonano przeszukań w 19 domach w obwodzie orenburskim. 17 maja 150 funkcjonariuszy organów bezpieczeństwa przeprowadziło w Birobidżanie w Żydowskim Obwodzie Autonomicznym operację o kryptonimie „Dzień Sądu”, podczas której przeszukano 22 mieszkania Świadków Jehowy. Od tamtej pory wysunięto zarzuty karne przeciwko 22 osobom, mężczyznom i kobietom. 27 maja funkcjonariusze służby bezpieczeństwa przeszukali mieszkania 10 Świadków Jehowy w Nabierieżnych Czełnach w Tatarstanie. Czterej mężczyźni zostali osadzeni w areszcie śledczym. Każdy z nich spędził tam ponad 160 dni, potem zastosowano wobec nich areszt domowy.
7 czerwca żony uwięzionych członków zborów skierowały list otwarty do Michaiła Fiedotowa, przewodniczącego Rady Federacji Rosyjskiej ds. Rozwoju Społeczeństwa Obywatelskiego i Praw Człowieka, doradcy Władimira Putina. W liście tym przedstawiły sytuację Świadków Jehowy w Rosji oraz rażące przykłady systemowego łamania praw człowieka zagwarantowanych w konstytucji Rosji. W reakcji na list i masowe prześladowania członków społeczności Świadków Jehowy, 20 czerwca Rada Praw Człowieka skierowała pismo do Biura Prokuratury Generalnej Rosji w sprawie sprawdzenia legalności podjętych przez nią działań oraz ważności stosowania represyjnych aresztowań wobec członków społeczności Świadków Jehowy. 19 czerwca ponad 60 rosyjskich obrońców praw człowieka, dziennikarzy i działaczy społecznych wystosowało apel o zaprzestanie prześladowań Świadków Jehowy w Rosji. 12 czerwca doszło do rewizji i aresztowań w Saratowie. Do 19 czerwca władze rosyjskie uwięziły 23 członków wyznania, przeciw którym wszczęto śledztwa kryminalne; dwie dalsze osoby nadal przebywają w aresztach domowych.
3 lipca funkcjonariusze Federalnej Służby Bezpieczeństwa (FSB) zatrzymali Andrieja Stupnikowa na krasnojarskim lotnisku międzynarodowym. 6 lipca została aresztowana pierwsza kobieta. 19 lipca zamaskowani policjanci wtargnęli do trzech domów Świadków Jehowy we wsi Razdolnoje (Kraj Nadmorski). Do aresztu trafiło 10 osób, w tym Grigorij Bubnow, przeciw któremu wszczęto śledztwo. Prokuratura zażądała dla niego 7 lat pozbawienia wolności. 20 lipca przeszukano mieszkania w Błagowieszczeńsku. 22 lipca funkcjonariusze FSB wdarli się do ośmiu domów Świadków Jehowy w mieście Bieriozowskij, dwie osoby zostały aresztowane.
Na początku sierpnia w więzieniach przebywało 27 osób. Do tego czasu za działalność religijną uwięziono lub zatrzymano w areszcie domowym ponad 40 osób.
17 września Federalna Służba Bezpieczeństwa i inne służby dokonały w Kraju Permskim przeszukiwań 10 domów, 5 osób zostało aresztowanych.
26 września przebywający od półtora roku w więzieniu Dennis Christensen został przez Amerykańską Komisję ds. Międzynarodowej Wolności Religijnej (ang. United States Commission on International Religious Freedom – USCIRF) wpisany na listę więźniów sumienia odbywających karę za swoje wierzenia.
W październiku lokalna policja i służby federalne wtargnęły do ponad 30 domów w zachodniej Rosji (obwody smoleński, kirowski i Republika Baszkortostanu). Sześciu mężczyzn i dwie kobiety zostało aresztowanych i umieszczono ich w areszcie śledczym. W aresztach przebywało 25 wyznawców, a 18 innych osób umieszczono w areszcie domowym.
7 listopada dokonano rewizji w Krasnojarsku. 10 listopada Funkcjonariusze przerwali spotkanie towarzyskie w kawiarni w Chabarowsku, w której znajdowało się 55 osób, wszyscy zostali zatrzymani, a sześciorgu wytoczono sprawę karną. 16 listopada około 200 funkcjonariuszy rosyjskiej służby bezpieczeństwa (FSB) wtargnęło do ośmiu domów należących do Świadków Jehowy na Krymie. Siergiej Fiłatow jest pierwszym Świadkiem Jehowy na Krymie, który został oskarżony na podstawie rosyjskich przepisów o przeciwdziałaniu ekstremizmowi. 21 listopada przeprowadzono 9 rewizji w Kraju Stawropolskim, 23 listopada przeprowadzono rewizje w obwodzie murmańskim, a 25 listopada w miejscowości Spask Dalni.
2 grudnia w Kraju Kamczackim uzbrojeni i zamaskowani policjanci wtargnęli do mieszkania, w którym przebywali podejrzani o czytanie Biblii. Była to przynajmniej trzecia sprawa karna na Kamczatce przeciwko podejrzanym o praktykowanie religii Świadków Jehowy.

### 2019
20 stycznia służby bezpieczeństwa wtargnęły do co najmniej 11 domów osób na Sachalinie podejrzanych o przynależność do Świadków Jehowy.
31 stycznia Helsińska Fundacja Praw Człowieka razem z członkami Platformy Solidarności Obywatelskiej „wezwała społeczność międzynarodową do podjęcia niezwłocznych działań mających na celu zatrzymanie prześladowań Świadków Jehowy w Rosji oraz potępienie przyjęcia i zastosowania przez władze rosyjskie „antyterrorystycznych i anty-ekstremistycznych” przepisów prawnych niezgodnych z międzynarodowymi standardami oraz prawami człowieka”.
6 lutego Żeleznodorożny Sąd Okręgowy w Orle skazał Dennisa Christensena (przebywającego od maja 2017 roku w areszcie) na sześć lat więzienia za pokojowe praktykowanie swojej religii (odbywanie kary więzienia zakończył 24 maja 2022 roku). W tym samym dniu w Sarańsku funkcjonariusze FSB przeprowadzili co najmniej 20 przeszukań, w Uraju – 8, a także w Kemerowie oraz w mieście Spask Dalni. 8 lutego funkcjonariusze Federalnej Służby Bezpieczeństwa (FSB) wtargnęli do domów w Uraju. 15 lutego w Surgucie po przeszukaniu przez służby bezpieczeństwa, 7 osób zostało pobitych i torturowanych m.in. przez rażenie prądem. 25 lutego w imieniu Siergieja Łoginowa (jednego z torturowanych) została złożona skarga w trybie pilnym do ETPC. 18 lutego przeprowadzono rewizje w Archangielsku.
17 marca funkcjonariusze FSB wtargnęli do wielu domów w Łuczegorsku w Kraju Nadmorskim i aresztowały dwóch Świadków Jehowy. 21 marca przeprowadzono rewizje w Zieji, 26 marca w Jemanżelinsku, w Czelabińsku oraz w 12 domach Świadków Jehowy w Kirowie.
19 kwietnia w Minusińsku żołnierze oraz funkcjonariusze miejskiego Komitetu Śledczego i FSB wtargnęli do mieszkań sześciu rodzin Świadków Jehowy oraz w Szarypowie, a 25 kwietnia do mieszkań Świadków Jehowy w Smoleńsku.
16 maja dokonano przeszukań w Wołogdzie, a 22 maja w Rostowie nad Donem.
1 czerwca dokonano przeszukań 13 domów i aresztowano czworo Świadków Jehowy w Dagestanie. 12 czerwca Grupa Robocza do spraw Bezprawnych Zatrzymań przy ONZ – orzekła, że aresztowanie 29 maja 2018 roku przez władze rosyjskie Dmitrija Michajłowa było oznaką „dyskryminacji na tle religijnym” i tym samym stanowiło naruszenie prawa międzynarodowego. Rosja została wezwana do wycofania postawionych mu zarzutów. W czerwcu doszło do rewizji w Rostowie nad Donem.
11 lipca dokonano rewizji w Niżnym Nowogrodzie, 16 i 17 lipca przeszukano 35 domów Świadków Jehowy w obwodzie niżnonowogrodzkim, 22 lipca w Kemerowie, a 31 lipca 15 mieszkań i miejsc pracy Świadków Jehowy w Kondopodze i Pietrozawodsku.
7 sierpnia członkowie Prezydenckiej Rady ds. Rozwoju Społeczeństwa Obywatelskiego i Praw Człowieka, Andriej Babuszkin i Maria Bolszakowa sprawdzili warunki przetrzymywania m.in. Dennisa Christensena, po podrzuceniu mu przez służbę więzienną noża do celi. Kierownictwo kolonii karnej, bezskutecznie próbowało zabronić Dennisowi Christensenowi rozmawiania z kolegami z celi na temat Biblii, chociaż nie zabrania tego regulamin kolonii. Christensen powoływał się na swoje konstytucyjne prawo do wolności wyznania. 14 sierpnia Michaił Fiedotow, przewodniczący tej rady, spotkał się w Surgucie z torturowanymi, ich rodzinami i przedstawicielami władz i organów śledczych.
Od 9 października 2018 roku do 3 września 2019 roku w izolatce aresztu śledczego przebywał drugi obywatel Unii Europejskiej, Andrzej Oniszczuk, obywatel Polski. Wszczęto przeciwko niemu śledztwo za śpiewanie pieśni Królestwa i studiowanie literatury religijnej.
10 września Departament Stanu USA zabronił dwóm głównym śledczym z Surgutu, a także ich rodzinom wjazdu do Stanów Zjednoczonych z powodu stawianych im zarzutów o tortury i poniżające traktowanie Świadków Jehowy w tym mieście. 19 września sześciu mężczyzn (Alieksiej Budenczuk, Konstantin Bażenow, Feliks Machammadijew, Alieksiej Mireckij, Roman Gridasow i Giennadij Gierman) z miasta Saratów zostało skazanych na kary pozbawienia wolności: dwóch z nich na 3 i pół roku, jeden na 3 lata, a pozostali na 2 lata więzienia.
2 października dokonano przeszukań w okolicach Czechowa, 3 października doszło do zatrzymań w miejscowości Joszkar-Oła, 16 października w Kursku, 23 października funkcjonariusze organów ścigania przeszukali domy trzech rodzin Świadków Jehowy w Gieorgijewsku.
5 listopada Sąd Rejonowy w Tomsku na Syberii za prowadzenie działalności religijnej skazał Siergieja Klimowa, na 6 lat pozbawienia wolności. 17 listopada funkcjonariusze organów ścigania przeszukali w okolicy miasta Tynda osiem domów Świadków Jehowy.
2 grudnia dokonano rewizji w Lipiecku. 13 grudnia Sąd Rejonowy w Penzie za prowadzenie działalności religijnej skazał Władimira Ałuszkina na 6 lat pozbawienia wolności. Sąd nie wziął pod uwagę orzeczenia Grupy Roboczej do spraw Bezprawnych Zatrzymań ONZ, która potępiła Rosję za jego bezprawne aresztowanie i pozbawienie wolności. Wezwała też Rosję do jego uwolnienia i wypłacenia mu sprawiedliwego odszkodowania za naruszenie jego praw. 16 grudnia funkcjonariusze Federalnej Służby Bezpieczeństwa przeszukali kilkanaście domów w Czerkiesku, zatrzymując wielu Świadków Jehowy, a 19 grudnia w Wołogdzie.
Według danych na dzień 31 grudnia 2019 roku 313 wyznawców religii Świadków Jehowy było oficjalnie oskarżonych, podejrzanych lub skazanych. Przeciwko 213 wszczęto postępowaniu karne w 2019 roku. Szacuje się, że do roku 2019 co najmniej 5000 uciekło z Rosji do Europy i Ameryki Północnej. Zatrzymanym władze zamrażają konta bankowe, umożliwiając im dostęp tylko do niewielkich kwot, by mogli pokryć koszty utrzymania.
W ciągu roku przeprowadzono masowe przeszukania i aresztowania w ponad 50 regionach Rosji, m.in. Magadanie, Uljanowsku, w okolicach Surgutu, Siewierodwińsku, Jemanżelinsku, Kirowie, Abakanie, Karpińsku, Wołgogradzie, Omsku, Permie, Nowosybirsku, Ussuryjsku, Minusińsku, Władywostoku, Partizanskoje, Nowozybkowie, Machaczkale, Kaspijsku, Kałudze, Kyzyle, Derbencie, Unieczy, Niewinnomyssku, Budionnowsku, Birobidżanie, Wiartsilii, Tyndzie, Murmańsku oraz w Jałcie, Sewastopolu, Eupatorii i Ałupce na Krymie.

### 2020
16 stycznia śledczy w Smoleńsku przesłuchiwał 13-latka. Pytał go, czy znał oskarżonych o wiarę, czy rozpoznaje ich głosy i czy ich odwiedzał. 17 stycznia w jednej ze szkół w Gieorgijewsku urzędnicy przesłuchiwali szóstoklasistę. Takie przesłuchanie powtórzyło się 21 stycznia. 19 stycznia w Kazaniu około godz. 11 rano trzech śledczych i sześciu zamaskowanych funkcjonariuszy OMONu aresztowało około 15 osób przebywających w mieszkaniu 51 letniej Tatiany Obiżestwit, w tym dwie osiemdziesięcioletnie kobiety i dwoje dzieci (9 i 12 lat). U czterech zatrzymanych przeprowadzono rewizje. Aresztowanych przewieziono do miejscowego oddziału do walki z przestępczością zorganizowaną. Rosyjscy stróże prawa, prowadząc przesłuchania chcieli się dowiedzieć kto jest starszym i kto nakazuje im czytać Biblię. Kilkoro zatrzymanych wciąż przebywa w areszcie. 21 stycznia w tym samym mieście przeprowadzono kolejne rewizje. Tego samego dnia Grigorij Bubnow z okolic Władywostoku został skazany na rok więzienia w zawieszeniu na 6-letni okres próby. Prokuratura za prowadzenie działalności religijnej w zdelegalizowanej lokalnej organizacji religijnej Świadków Jehowy (LRO) (do której nigdy nie należał), za organizowanie działalności w zdelegalizowanym Centrum Administracyjnym Świadków Jehowy w Rosji (w którym nigdy nie działał), żądała dla niego 7 lat bezwarunkowego więzienia. 21 stycznia w Kursku aresztowano Andrieja Ryszkowa i Aleksandra Wospitaniuka. 22 stycznia przeprowadzono rewizje w 6 mieszkaniach Świadków Jehowy w miejscowości Razdolnoje, a 24 stycznia w Kazaniu. Tego samego dnia Sąd w Murmańsku skazał Wiktora Trofimowa na karę grzywny w wysokości 350 000 rubli, a Romana Markina na 300 000 grzywny. Prokurator żądał dla każdego z nich 6 i pół roku więzienia. Obaj pół roku spędzili w areszcie. 24 stycznia Sąd Miejski w Gieorgijewsku skazał Wiktora Zimowskiego na 1 miesiąc i 6 dni aresztu. 27 stycznia Sąd Miejski w Karpińsku skazał Aleksandra Prianikowa na 2,5 roku więzienia w zawieszeniu na 2,5 roczny okres próby, Wienierę Dułową na 2 lata więzienia w zawieszeniu na 2-letni okres próby i jej córkę, 19-letnią Darię na rok więzienia w zawieszeniu na roczny okres próby; jest najmłodszą ze wszystkich skazanych Świadków Jehowy w Rosji. 28 stycznia, wczesnym rankiem w mieście Peczora w Republice Komi dokonano przeszukań i zatrzymań 14 osób podejrzanych o praktykowanie religii Świadków Jehowy.
4 lutego Żelieznodorożnyj Sąd Rejonowy w Chabarowsku skazał Stanisława Kima i Nikołaja Poliewodowa na dwa lata więzienia w zawieszeniu. Prokuratura żądała dla nich trzech lat kolonii karnej. Są również oskarżonymi w innej sprawie, którą równolegle rozpatruje Industrialny Sąd Rejonowy w Chabarowsku. 6 lutego w Kolonii Karnej nr 1 w Orenburgu strażnicy więzienni brutalnie pobili pięciu osadzonych tam Świadków Jehowy – Alieksieja Budenczuka, Giennadija Giermana, Romana Gridasowa, Feliksa Machammadijewa i Alieksieja Mireckiego. 10 lutego doszło do masowych rewizji i aresztowań 28 osób w 50 domach ośmiu miejscowości Kraju Zabajkalskiego. Podczas nich funkcjonariusze organów ścigania uprowadzili Wadima Kucenkę i torturowali go w lesie. Żądali wyjawienia informacji o innych Świadkach Jehowy. Bili go, dusili i razili paralizatorem. Ponieważ nie ujawnił żadnych informacji, zabrali go na dalsze przesłuchanie i przez 5 dni był osadzony w areszcie. 12 lutego w Stawropolu, a dzień później w Jałcie doszło do rewizji mieszkań Świadków Jehowy. 14 lutego Sąd Miejski w Wiluczinsku skazał Michaiła i Elenę Popow na grzywnę o łącznej wysokości 650 000 rubli. 18 lutego Żelieznodorożnyj Sąd Rejonowy w Chabarowsku skazał Jewgienija Aksjonowa za działalność ekstremistyczną z powodu praktykowania swojej religii na dwa lata więzienia w zawieszeniu i dodatkowo na 6 miesięcy zakazu opuszczania miejsca zamieszkania w nocy. Aksjonow broniąc swojej niewinności, stwierdza, że zarzut jest fałszywy i niesprawiedliwy i przygotowuje odwołanie. W lutym wszczęto postępowanie karne przeciwko niektórym Świadkom Jehowy ze wsi Razdolnoje, których władze zaczęły śledzić już w listopadzie 2017 roku.
3 marca Sąd Miejski w Jałcie (Krym) skazał Artioma Gierasimowa na karę grzywny w wysokości 400 000 rubli. 4 czerwca w jego procesie apelacyjnym Sąd Najwyższy Krymu ogłosił zaostrzenie jego kary, zamiast grzywny został skazany na 6 lat więzienia. 5 marca Sąd Rejonowy w Dżankoj (Krym) skazał Siergieja Fiłatowa na sześć lat pozbawienia wolności. Został pierwszym Świadkiem Jehowy na Krymie oskarżonym na podstawie rosyjskiego Kodeksu karnego. 26 maja 2020 roku Sąd Najwyższy Republiki Krymu wyrok ten utrzymał w mocy. 6 marca przeprowadzono rewizje w mieszkaniach Świadków Jehowy w miejscowości Kizlar, 23 marca w Chabarowsku, 24 marca w Łuczegorsku, a 30 marca w Karpińsku. 25 marca Sąd Apelacyjny w Penzie uchylił wyrok skazujący sześciu Świadków Jehowy, a 30 marca Władimir Ałuszkin, skazany na sześć lat więzienia za wiarę, po 10 miesiącach opuścił areszt tymczasowy po anulowaniu wyroku. Wszyscy oczekują na ponowną rozprawę.
1 kwietnia Lenski Sąd Rejonowy w Republice Sacha skazał Igora Iwaszina za działalność ekstremistyczną z powodu praktykowania swojej religii na sześć lat więzienia w zawieszeniu na 3 i pół roku. Ale jeśli w tym czasie zostanie oskarżony o złamanie prawa przez praktykowanie swojej wiary i oddawanie czci Bogu, jego wyrok może zostać natychmiast odwieszony. Prokurator żądał kary 7 lat bezwarunkowego więzienia. 11 kwietnia przeprowadzono rewizje w 5 mieszkaniach w Tiejkowie. 28 i 29 kwietnia służby FSB wraz z lokalnymi przedstawicielami Kozaków przeprowadziły rewizję w 11 domach w miejscowościach Starokorsunskaja, Pawłowskaja i Chołmskaja w Kraju Krasnodarskim.
8 maja poinformowano, że skazany za działalność religijną Feliks Machammadijew został również pozbawiony obywatelstwa rosyjskiego. 12, 19 i 21 maja przeprowadzono 9 rewizji w Lesozawodzku. 15 maja poinformowano, że skazany za działalność religijną Konstantin Bażenow został pozbawiony obywatelstwa rosyjskiego. Rezolucja przedłożona 8 maja przez kongresmenów Izby Reprezentantów Stanów Zjednoczonych Eliota L. Engela i Michaela T. McCaula wzywa władze Rosji do natychmiastowego uwolnienia Dennisa Christensena. Trzy prośby o jego przedterminowe zwolnienie zostały odrzucone. 15 maja Grupa Robocza do spraw Bezprawnych Zatrzymań przy ONZ uznała, że pozbawienie wolności 18 Świadków Jehowy w Rosji w okresie od maja 2018 do lipca 2019 roku było naruszeniem prawa międzynarodowego. 20 maja w mieście Majskij przeprowadzono rewizje w pięciu domach. W trakcie przeszukań funkcjonariusze służby bezpieczeństwa podrzucili publikacje biblijne umieszczone na liście materiałów ekstremistycznych, a następnie o ich posiadanie oskarżono sześć osób. 21 maja do podobnych rewizji doszło w Krasnojarsku, a 22 maja w Komsomolsku nad Amurem. 26 maja w Kerczu doszło do rewizji mieszkań i aresztowania 5 Świadków Jehowy, a 27 maja w 5 mieszkaniach w mieście Wiaziemskij i Chabarowsku. Tego samego dnia Sąd Najwyższy w Dagestanie zwolnił z aresztu czworo Świadków Jehowy, którzy przebywali w nim przez prawie rok.
2 czerwca przeprowadzono rewizje w 5 mieszkaniach w miejscowości Własicha. 5 czerwca przedstawiciele Rady Praw Człowieka ONZ w liście do Stałego Przedstawiciela Federacji Rosyjskiej przy ONZ, skrytykowali Rosję za prześladowania Świadków Jehowy oraz za ignorowanie ponawianych przez międzynarodową opinię publiczną wezwań do ich zaprzestania. 9 czerwca Sąd Rejonowy w Pskowie za działalność religijną skazał na 6 i pół roku kolonii karnej Giennadija Szpakowskiego. Tego samego dnia funkcjonariusze służby bezpieczeństwa dokonali rewizji domów i aresztowali Świadków Jehowy w Astrachaniu, 18 czerwca w 15 domach Świadków Jehowy w Nazarowie, 22 czerwca w Krasojarsku, a 23 czerwca w Goluboj. Tego samego dnia Lgowski Sąd Rejonowy zdecydował o przedterminowym zwolnieniu Dennisa Christensena. Na wniosek prokuratora pozostałą część jego wyroku została zamieniona na grzywnę w wysokości 400 000 rubli. 30 czerwca Prokuratura Rejonowa w Kursku złożyła wniosek o uchylenie tej decyzji. 26 czerwca władze zakładu karnego w Lgowie umieściły Christensena w celi karnej, w której przebywał 15 dni. Po czterech dniach został w niej umieszczony ponownie. 9 września, pięć dni po wyroku Sądu Okręgowego w Kursku, który uchylił decyzję sądu o jego zwolnieniu, władze więzienne po raz trzeci umieściły Christensena w celi karnej.
2 lipca funkcjonariusze służby bezpieczeństwa dokonali rewizji 6 domów i aresztowali Świadków Jehowy w miejscowości Tawriszanka w Kraju Nadmorskim oraz w miejscowości Likino-Dulewo i Wjazjemskij. 9 lipca podobną akcję przeprowadzono we Władywostoku, 11 lipca w Królewcu, a 12 lipca w Prokopjewsku. 13 lipca uzbrojeni funkcjonariusze służby bezpieczeństwa dokonali rewizji w 110 domach w 7 miejscowościach w obwodzie woroneskim. To największa tego typu operacja od wprowadzenia zakazu w 2017 roku. 10 mężczyzn zostało aresztowanych, a dwóch pobitych. 14 lipca podobna akcja miała miejsce w Siewiersku, gdzie rewizji dokonano w 5 mieszkaniach oraz w Zwiozdnyj. 28 lipca Sąd Miejski w Furmanowie skazał Jewgienija Spirina na karę grzywny w wysokości 500 000 rubli. Prokurator żądał siedmiu lat pozbawienia wolności. 28 lipca służby bezpieczeństwa przeprowadziły rewizje i zatrzymania w Solikamsku.
3 sierpnia Sąd Okręgowy w Pskowie postanowił, że Giennadij Szpakowskij wyjdzie na wolność. Podtrzymał wyrok skazujący go na sześć i pół roku więzienia, ale warunkowo zawiesił jego wykonanie. 8 sierpnia służby bezpieczeństwa dokonały rewizji w mieszkaniach co najmniej 12 Świadków Jehowy w Gukowie, Kamieńsku-Szachtyńskim, Rostowie nad Donem i Kursku. Następnego dnia 4 Świadków Jehowy zostało aresztowanych. 18 sierpnia służby bezpieczeństwa dokonały rewizji w Niewinnomysku, w Partizansku, a 19 sierpnia w mieszkaniach 9 Świadków Jehowy w miastach Jugorsk i Sowietskij, 2 Świadków Jehowy zostało aresztowanych. 24 sierpnia dokonano rewizji w 12 mieszkaniach w Pechorze, 27 sierpnia w Kazaniu.
2 września Sąd Miejski w Bieriozowskim (obwód kemerowski) za działalność religijną skazał Siergieja Britwina i Wadima Lewczuka na cztery lata pozbawienia wolności. Prokurator wnioskował o sześć i pół roku więzienia. 30 grudnia 2021 roku zostali zwolnieni z więzienia. 3 września Sąd Miejski w Nowozybkowie skazał za działalność religijną Władimira Chochłowa, Tatianę Szamszewą, Olgę Siłajewą oraz Eduarda Żynżykowa na okres od jednego roku do roku i trzech miesięcy pozbawienia wolności. Na poczet kary zaliczono im pobyt w areszcie śledczym, zostali więc wypuszczeni na wolność. W tym samym dniu w mieście Wiaziemskij służby bezpieczeństwa dokonały rewizji w mieszkaniach Świadków Jehowy, następnego dnia rewizję przeprowadzono w mieście Jelec, 5 września w mieście Peczora, 15 września w Krasnojarsku, a 24 września w Błagowieszczeńsku.
1 października w Sewastopolu służby bezpieczeństwa dokonały rewizji w 6 mieszkaniach. 6 października w Sołniecznodolsku służby bezpieczeństwa dokonały rewizji w mieszkaniach Świadków Jehowy, podkładając im zabronione publikacje z Federalnej Listy Materiałów Ekstremistycznych. 11 października dokonano podobnych rewizji w 4 mieszkaniach Świadków Jehowy w Nikolsku, 13 października podobne w 8 mieszkaniach w Ziei, 19 października w 5 mieszkaniach w mieście Beriozowskij, trzy dni później w mieście Sowiecka Gawań, a 29 października w mieście Wiaziemskij.
11 listopada służby bezpieczeństwa dokonały rewizji w mieszkaniach Świadków Jehowy w Krasnojarsku, 12 października w Czerkiesku, w 6 mieszkaniach w Tyrnyauzie i Czerkiesku, 16 listopada w 9 mieszkaniach w Griazi, a 18 i 19 listopada w Niżniekamsku. 24 listopada w Moskwie przeprowadzono co najmniej 20 rewizji mieszkań. Wśród 4 zatrzymanych jest 65-letni Iwan Czajkowski oskarżający w sprawie „Świadkowie Jehowy w Moskwie przeciwko Rosji”. 25 i 27 listopada rewizje przeprowadzono w 5 mieszkaniach w Czeboksarach oraz w Nowoczeboksarsku, 29 listopada w Krasnojarsku, a 30 listopada w Snieżynsku. W tym samym dniu Pierwomajski Sąd Rejonowy za działalność religijną skazał Siergieja Poliakowa na trzy lata pozbawiania wolności, a trzy kobiety będące Świadkami Jehowy na karę od dwóch do dwóch i pół roku w zawieszeniu (30 listopada 2022 roku został uwolniony).
2 grudnia służby bezpieczeństwa dokonały rewizji w mieszkaniach Świadków Jehowy w miejscowości Kolmskaja, 9 grudnia w mieście Orzeł, a 11 grudnia w Krasnojarsku. 16 grudnia Leninski Sąd Rejonowy w Nowosybirsku skazał Jurija Sawieliewa na 6 lat więzienia za działalność religijną. Od ponad 2 lat przebywał w areszcie (dwa razy odrzucono jego apelację). 21 grudnia służby bezpieczeństwa dokonały rewizji w 9 mieszkaniach w miejscowościach Bikin, Pietropawłowsk Kamczacki i Lermontowka, jedna osoba została aresztowana. 24 grudnia rewizje przeprowadzono w 20 mieszkaniach Świadków Jehowy w Kirsanowie, Łuchowicach i Czycie jedna osoba została aresztowana. 31 grudnia Feliks Machammadijew opuścił Kolonię Karną nr 1 w Orenburgu. Został przeniesiony do ośrodka deportacyjnego, ponieważ po wydaniu wyroku odebrano mu obywatelstwo rosyjskie i podlegał wydaleniu do Uzbekistanu, skąd pochodzi. 20 stycznia 2021 roku władze umieściły go w pociągu jadącym do Uzbekistanu.
Według danych na dzień 30 grudnia 2020 roku 427 wyznawców religii Świadków Jehowy było oficjalnie oskarżonych, podejrzanych lub skazanych. Przeciwko 146 wszczęto postępowaniu karne w 2020 roku.

### 2021
9 stycznia przeprowadzono serie rewizji połączonych z aresztowaniem Świadków Jehowy w miejscowości Miednogorskij; 21 stycznia w Wotkińsku, 25 stycznia w miejscowości Opoczka, a 28 stycznia w mieście Kyzył.
9 lutego przeprowadzono aresztowania Świadków Jehowy w Moskwie i jej okolicach, a dzień później w miejscowości Rozdolne. 10 lutego Sąd Rejonowy w Abińsku (Kraj Krasnodarski) za prowadzenie działalności religijnej skazał Alieksandra Iwszina na siedem i pół roku pozbawienia wolności (15 kwietnia 2021 roku Sąd Regionalny w Krasnodarze podtrzymał ten wyrok). 11 lutego przeprowadzono rewizje z aresztowaniem Świadków Jehowy w Jałcie; 14 lutego w miejscowości Biełowo; 17 lutego w mieście Kowrow. 24 lutego Roman Baranowskij za prowadzenie działalności religijnej został skazany przez Sąd Miejski w Abakanie (Republika Chakasji) na sześć lat pozbawienia wolności. Na dwa lata więzienia skazana została jego matka, Walentyna Baranowskaja (4 maja 2022 roku Sąd Apelacyjny w Chakasji orzekł o zwolnieniu jej z więzienia).
2 marca przeprowadzono aresztowania Świadków Jehowy w mieście Syktywkar; 4 marca w mieście Biełogorsk; 11 marca w Jałcie na Krymie; 17 i 22 marca w Woroneżu; 20 i 26 marca w Taganrogu; 24 marca w Soczi; 25 marca w miejscowości Tawriczanka, a 30 marca w Wiaziemskiju oraz Abakanie. 29 marca Gagarinskij Sąd Rejonowy w Sewastopolu (Krym) za działalność religijną skazał Wiktora Staszewskiego na sześć i pół roku pozbawienia wolności. 30 marca Sąd Rejonowy w Abińsku (Kraj Krasnodarski) za prowadzenie działalności religijnej skazał Olega Daniłowa na trzy lata pozbawienia wolności. 31 marca Oktiabrskij Sąd Rejonowy w Petersburgu uznał, że aplikacja JW Library ma charakter ekstremistyczny, i zakazał jej używania na terytorium Federacji Rosyjskiej i Krymu (27 września Sąd Miejski w Petersburgu odrzucił odwołanie).
1 kwietnia religioznawcy i działacze na rzecz praw człowieka w centrum prasowym Rosbalt w Moskwie zorganizowali konferencję prasową pt. „70. rocznica Operacji Północ. Lekcje represji”. 2 kwietnia przeprowadzono aresztowania Świadków Jehowy w mieście Tajga. 6 kwietnia Stowarzyszenie Memoriał zorganizowało w Sankt Petersburgu konferencję „70. rocznica operacji Północ”, która była również transmitowana online. Uczeni zwrócili uwagę na podobieństwo między przyczynami Operacji Północ a współczesnym prześladowaniem Świadków Jehowy w Rosji. Tego samego dnia Sąd Rejonowy w Abińsku (Kraj Krasnodarski) za prowadzenie działalności religijnej skazał Aleksandra Szczerbinę na trzy lata pozbawienia wolności (24 czerwca 2021 roku Krasnodarski Sąd Okręgowy zmniejszył wyrok do dwóch lat; 22 lutego 2023 roku został zwolniony z więzienia). 6 kwietnia przeprowadzono masowe rewizje połączone z aresztowaniem Świadków Jehowy w Majkopie, a dzień później w miejscowości Chomskaja (Kraj Krasnojarski), 13 kwietnia w 31 mieszkaniach w Jarosławiu i Rybińsku oraz w 17 mieszkaniach w Tule i Kiriejewsku, 14 kwietnia w 12 mieszkaniach w Iżewsku; dzień później w Woroneżu, 16 kwietnia w Majkopie, a 17 kwietnia w miejscowości Tajga.
2 maja przeprowadzono masowe rewizje połączone z aresztowaniem Świadków Jehowy w Kałtanie. 5 maja Konstantin Bażenow zakończył odbywanie wyroku. Ponieważ w 2020 roku odebrano mu rosyjskie obywatelstwo, został od razu umieszczony w ośrodku deportacyjnym, 19 maja został deportowany na Ukrainę. 18 maja przeprowadzono rewizje w mieszkaniach w Jemanżelinsku. 20 maja Leninskij Sąd Rejonowy w Saratowie za rozmowy o Biblii, skazał Rustama Seidkulijewa na dwa lata więzienia w kolonii karnej. Zanim został ochrzczony, dwukrotnie trafił do więzienia w Turkmenistanie za podyktowaną sumieniem odmowę służby wojskowej. 17 maja przeprowadzono rewizje w mieszkaniach w Czelabińsku, 26 maja w Rubcowsku, a dzień później w Barnaule, Łuchowe, Troickoje i Szachi połączone z aresztowaniami (operacja „Armagedon”).
1 czerwca dokonano rewizji w Lipiecku, a dzień później w Astrachaniu. 3 czerwca Żeleznodorożny Sąd Rejonowy w Krasnojarsku za prowadzenie działalności religijnej skazał Andrieja Stupnikowa na 6 lat więzienia (22 lutego 2023 roku został zwolniony z więzienia). Tego samego dnia Promyszlennyj Sąd Rejonowy w Kursku skazał Andrieja Andriejewa na cztery i pół roku więzienia, Andrieja Ryszkowa na trzy lata pozbawienia wolności, Artioma Bagratjana na dwa i pół roku więzienia, jego żonę Alewtinę na dwa lata pozbawienia wolności, a Aleksandr Wospitaniuk, został skazany na dwa lata nadzoru kuratora sądowego i nałożono na niego dodatkowe ograniczenia. 5 czerwca w miejscowości Solneczny (Kraj Chabarowski) dokonano rewizji i aresztowań, 8 czerwca w Nowokuźniecku i Władykaukazie, 9 czerwca w Moskwie, dzień później w Uwarowce, 11 czerwca w miejscowości Asza, Krasnojarsku i Minjarze, a 23 czerwca w Ałatyrze. 30 czerwca Sąd Miejski w Błagowieszczeńsku (obwód amurski) skazał Aleksieja Berczuka i Dmitrija Golika odpowiednio na osiem (najwyższy dotychczas wyrok) i siedem lat pozbawienia wolności.
6 lipca przeprowadzono rewizje i zatrzymania w Konakowie i Iwanowie, 8 lipca w Kowrowie, 11 lipca w Krasnojarsku, 13 i 14 lipca w Kurganie i Szadrinsku, 16 lipca w Maskiju, 18 lipca w Abdulinie, a 20 lipca w Kodyńsku. 21 i 22 lipca w czterech miastach obwodu murmańskiego: Murmańsku, Polarnym, Snieżnogorsku i Apatytach przeprowadzono 14 rewizji, 27 lipca w Kodyńsku, a 30 lipca w miejscowości Kotikowo. 29 lipca Leninskij Sąd Rejonowy w Rostowie nad Donem skazał Arsena Awanesowa i Aleksandra Parkowa na sześć i pół roku, a Wilena Awanesowa na sześć lat pozbawienia wolności. 30 lipca dokonano przeszukań mieszkań w miejscowości Pierieiaławka w Kraju Chabarowskim.
5 i 9 sierpnia przeprowadzono rewizje i zatrzymania w Armiańsku, a 6 sierpnia w Togliatti. 11 sierpnia Sąd Rejonowy w Abińsku skazał Wasilija Mieleszkę na trzy lata pozbawienia wolności. 16 sierpnia przeprowadzono rewizje i zatrzymania w Eupatorii, 18 sierpnia w Soczi, 25 sierpnia w Moskwie (wśród aresztowanych znalazł się obywatel Gujany), 29 sierpnia w Ałatyrze, a 31 sierpnia w mieście Majskij. 28 sierpnia 2021 roku na prośbę Europejskiego Trybunału Praw Człowieka do rosyjskich władz Aleksandr Łubin i Anatolij Isakow zostali zwolnieni z aresztu śledczego. Mimo że obaj są inwalidami, spędzili w areszcie w obwodzie kurgańskim półtora miesiąca. Postępowanie karne w ich sprawie wciąż trwa i grozi im kara pozbawienia wolności.
2 września przeprowadzono rewizje w miastach Majskij i Kanasz. 6 września Swierdłowskij Sąd Rejonowy w Kostromie skazał za działalność religijną Dmitrija Terebiłowa na trzy lata pozbawienia wolności. Tego samego dnia przeprowadzono rewizje i zatrzymania w Pietropawłowsku Kamczackim. 10 września przeprowadzono rewizje i zatrzymania w miejscowościach Gornyje Kluczi, Kirowskij i Pawlo-Fedorowka, w Kraju Nadmorskim, a 21 września w Tambowie. 23 września Traktorozawodskij Sąd Rejonowy w Wołgogradzie za działalność religijną skazał Siergieja Mielnika, Walerija Rogozina, Igora Jegozariana i Denisa Peresunko na karę więzienia (od 6 do 6,5 lat).
4 października przeprowadzono rewizje i aresztowania w Irkucku i w miejscowości Piwowaricha, podczas których uzbrojeni żołnierze sił specjalnych pobili i torturowali dwa małżeństwa. Dzień później rewizje przeprowadzono w Szadrinsku, a 6 października w Tambowie i Kurganie. 11 października Sąd Rejonowy w miejscowości Pawłowskaja w Kraju Krasnodarskim skazał Władimira Skacziduba na cztery lata i dwa miesiące więzienia. Tego samego dnia przeprowadzono rewizje w Nikołajewsku nad Amurem. 20 października przeprowadzono rewizje i zatrzymania w Moskwie, w obwodzie moskiewskim oraz w Komsomolsku nad Amurem, a 22 października w Czelabińsku. 25 października Trusowskij Sąd Rejonowy w Astrachaniu skazał Rustama Diarowa, Jewgienija Iwanowa i Siergieja Klikunowa na 8 lat pozbawienia wolności, a Olgę Iwanową na trzy i pół roku pozbawienia wolności (22 grudnia 2022 roku Sąd Kasacyjny zaostrzył wyroki, po odbyciu kary nie będą mogli opuszczać Astrachania). 27 października przeprowadzono rewizje w Snieżynsku, a 29 października w Taganrogu. 28 października Sąd Najwyższy Federacji Rosyjskiej uaktualnił swoją uchwałę dotyczącą pojęcia działalności ekstremistycznej. Wprowadzona nowa wykładnia przepisów wskazuje na to, że indywidualnego lub grupowego kultu religijnego nie należy kwalifikować jako branie udziału w działalności zdelegalizowanej organizacji religijnej (przestępstwa z art. 282.2 Kodeksu Karnego Federacji Rosyjskiej). Jednak nie zahamowało to systemowych prześladowań Świadków Jehowy.
1 listopada przeprowadzono rewizje i aresztowania w Łuczegorsku, 9 listopada 15 mieszkań w Achtubińsku i Znamiensku, dzień później w Prokopjewsku, 23 listopada w miejscowości Miednogorskij, Kineszmie oraz w Stawropolu, 24 listopada w Kopiejsku, 25 listopada w Lesosibirsku, dzień później w Żeleznowodsku i Kurganie, a 30 listopada w Askiz, Mieżdurieczensku i Makuszyno.
2 grudnia przeprowadzono rewizje i aresztowania w Кugranie, 7 grudnia w Taganrogu, a 15 grudnia w Samarze. 23 grudnia Sąd Rejonowy w Abińsku skazał Aleksandra Nikołajewa na dwa i pół roku pozbawienia wolności. 24 grudnia Sąd miejski w Uraju (Chanty-Mansyjski Okręg Autonomiczny – Jugra) skazał Andrieja Sazonowa na grzywnę. 30 grudnia Siergiej Britwin i Wadim Lewczuk zostali zwolnieni z więzienia.
Szacuje się, że do 2021 roku uciekło z Rosji od 5000 do 10 000 Świadków Jehowy.

### 2022
16 stycznia dokonano rewizji w 5 mieszkaniach w Gornoałtajsku. 17 stycznia Sąd Rejonowy w miejscowości Pawłowskaja (Kraj Krasnodarski) za prowadzenie działalności religijnej skazał Maksima Beltikowa na dwa lata pozbawienia wolności. 19 stycznia Sąd Miejski w Siewiersku skazał Aleksieja Jerszowa na trzy lata pozbawienia wolności (30 czerwca Sąd Okręgowy w Tomsku zastąpił go karą pozbawienia wolności w zawieszeniu). 20 stycznia Sąd Miejski w Snieżynsku skazał Ludmiłę Salikową na sześć lat pozbawienia wolności w zawieszeniu. 25 stycznia Trusowskij Sąd Rejonowy w Astrachaniu, uznał udział Anny Safronowej w dyskusjach biblijnych za ekstremizm i na wniosek prokuratora skazał ją na 6 lat kolonii karnej. 28 stycznia dokonano rewizji w 3 mieszkaniach w Krasnodarze. 31 stycznia Sąd Miejski w Niewielsku na Sachalinie uznał miejscowych Świadków Jehowy winnymi uczestniczenia w działalności organizacji ekstremistycznej. Siergiej Kułakow i Jewgienij Jelin zostali skazani na 6,5 roku pozbawienia wolności w zawieszeniu, Tatiana Kułakowa, Aleksandr Kozlitin oraz Wiaczesław Iwanow na 2 lata w zawieszeniu. W tym samym dniu Pożarskij Sąd Rejonowy w Kraju Nadmorskim uznał Siergieja Siergiejewa i Jurija Biełosłudcewa z Łuczegorska za winnych ekstremizmu za mówienie o Bogu i skazał ich na 5 lat w zawieszeniu.
2 lutego Oktiabrski Sąd Rejonowy w Krasnojarsku za omawianie Biblii ze współwyznawcami skazał Anatolija Gorbunowa na karę 6 lat pozbawienia wolności (21 czerwca 2022 roku Sąd Okręgowy w Krasnojarsku odrzucił jego odwołanie i utrzymał w mocy jego wyrok). Stowarzyszenie Memoriał umieściło go w wykazie jako tysięczną osobę na liście więźniów politycznych. Dzień później Ussuryjski Sąd Rejonowy w Kraju Nadmorskim uznał Siergieja Mielnikowa winnym udziału w działalności organizacji ekstremistycznej i skazał go na 3 lata w zawieszeniu. 3 lutego przeprowadzono rewizję w Kemerowie, 5 lutego w Nikolsku, 6 lutego pod Moskwą, a 13 lutego w miejscowościach Wyselki i Berezanska oraz w Noworosyjsku (ogółem w co najmniej 30 mieszkaniach). 10 lutego Kalininskij Sąd Rejonowy w Czeboksarach skazał Władimira Czesnokowa, Władimira Dutkina i Walerija Jakowlewa na wysokie kary grzywny. 16 lutego Kerczeński Sąd Miejski Republiki Krymu skazał Artioma Szablija na 2 lata pozbawienia wolności w zawieszeniu na 3 lata, uznając go za winnego udziału w działalności organizacji ekstremistycznej. 18 lutego przeprowadzono rewizje w miejscowości Wyselki, a 25 lutego w miejscowości Pregradnaja.
1 marca przeprowadzono rewizje i zatrzymania we Władykaukazie w Republice Północnej Osetii. 3 marca przeprowadzono rewizje i aresztowania w miejscowości Kniaz-Wołkoński (obwód chabarowski), 4 marca w Togliatti, 15 marca w 4 mieszkaniach Kostromie, 16 i 18 marca w Kazaniu, 22 marca w Majkopie, 23 marca w 8 mieszkaniach w Bałakowie, a 29 marca w 4 mieszkaniach w Sosnowoborsku. 28 marca Chostinski Sąd Rejonowy w Soczi ogłosił wyrok w sprawie Władimira Dieszki, Jurija Łoginskiego i Jurija Moskalowa oraz siostry Tatiany Wieliżaniny. Dieszko został skazany na rok i cztery miesiące więzienia, a Tatiana Wieliżanina – na rok i pięć miesięcy. Ponieważ na poczet kary zaliczono im pobyt w areszcie śledczym, nie muszą iść teraz do więzienia. Łoginski i Moskalow zostali skazani na dwa lata pozbawienia wolności w zawieszeniu.
6 kwietnia przeprowadzono rewizje w Kazaniu, 15 kwietnia w 8 mieszkaniach w mieście Joszkar-Oła i w mieszkaniu w Niżnym Nowogrodzie. 19 kwietnia Sąd Rejonowy w Nieftiekumsku (Kraj Stawropolski) za działalność religijną skazał Konstantina Samsonowa na 7 i pół roku kolonii karnej. 26 kwietnia Sąd Miejski w Siewiersku skazał za udział w zebraniu religijnym Andrieja Liediajkina na 2 lata i 2 miesiące kolonii karnej. Od 19 do 26 kwietnia przeprowadzono serie rewizji i zatrzymań w Majkopie.
19 maja przeprowadzono rewizje i aresztowania w Jarosławiu. 23 maja Centralny Sąd Rejonowy w Prokopjewsku za prowadzenie działalności religijnej skazał inwalidę Andrieja Własowa na 7 lat kolonii karnej. Tego samego dnia Sąd Rejonowy w miejscowości Pawłowskaja (Kraj Krasnodarski) skazał Ludmiłę Szczekołdinę na 4 lata i 1 miesiąc kolonii karnej. 24 maja zwolniony z więzienia Denis Christensen został deportowany do Danii. 24 maja przeprowadzono rewizje w Komsomolsk nad Amurem, a 29 maja serię rewizji w mieście Szarypowo.
3 czerwca Sąd Rejonowy w Kirowie skazał sześciu Świadków Jehowy na kary od 2,5 do 6,5 lat pozbawienia wolności w zawieszeniu, uznając wspólne czytanie i dyskutowanie Biblii za ekstremizm. Wśród nich był obywatel polski Andrzej Oniszczuk skazany na 6 i pół roku więzienia w zawieszeniu. 6 czerwca Centralny Sąd Rejonowy w Czycie skazał Władimira Jermolajewa, Igora Mamalimowa i Aleksandra Putincewa na 6,5 roku kolonii karnej, a Siergieja Kiriluka na karę 6 lat więzienia w zawieszeniu. 7 czerwca przeprowadzono rewizje i aresztowania w Aszy, 14 czerwca w mieście Balej, a 16 czerwca w Kopiejsku. 27 czerwca Oktiabrski Sąd Rejonowy w Krasnojarsku za prowadzenie działalności religijnej skazał Jewgienija Zinicza na 6 lat więzienia. W pierwszym półroczu 2022 roku za praktykowanie religii skazano 20 Świadków Jehowy.
7 lipca w Surgucie ponownie przeszukano mieszkania Świadków Jehowy, w tym tych, którzy byli torturowani przez siły bezpieczeństwa, dzień później przeszukania miały miejsce w Siewierobajkalsku, a 13 lipca 26 mieszkań w Rybińsku oraz jedno mieszkanie 27 lipca.
5 i 24 sierpnia służby bezpieczeństwa przeszukały mieszkania w Sewastopolu, a 11 sierpnia w Nowoczerkasku. 22 sierpnia Leninski Sąd Rejonowy w Sarańsku skazał sześciu Świadków Jehowy, w tym kobietę, na kary od 2 do 6 lat więzienia za praktykowanie swojej wiary. Denis Antonow, Aleksandr Koroliow i Aleksandr Szewczuk zostali skazani na 2 lata pozbawienia wolności, Gieorgij Nikulin i Jelena Nikulin – na cztery lata i dwa miesiące pozbawienia wolności, a Władimir Atriachin na sześć lat pozbawienia wolności.
5 września Sąd Rejonowy w Wołogdzie skazał 70 letniego Jurija Baranowa na 4 lata w zawieszeniu, a 48 letniego Nikołaja Stiepanowa na 4 lata więzienia za praktykowanie wiary w Boga (10 listopada 2022 roku w apelacji sąd zamienił wyrok na karę w zawieszeniu). 8 września przeprowadzono rewizje w 16 mieszkaniach w Czelabińsku, a 16 września w Wielsku. 19 września Sąd Miejski w Gukowie (obwód rostowski) skazał Aleksieja Diadkina, Aleksieja Gorelija, Nikitę Mojsiejewa, Władimira Popowa, Jewgienija Razumowa i Olega Szydłowskiego. Gorelij i Szydłowski dostali wyrok sześciu i pół roku pozbawienia wolności. Wyrok Diadkina, Mojsiejewa, Popowa i Razumowa to siedem lat pozbawienia wolności. 28 września przeprowadzono rewizje w Togliatti, a 28 września w co najmniej 11 domach Świadków Jehowy w miejscowości Nyżniohirski na Krymie.
6 października Nachimowskij Sąd Rejonowy w Sewastopolu na Krymie skazał za działalność religijną Władimira Maładykę, Władimira Sakadę i Jewgienija Żukowa na 6 lat więzienia. Tego samego dnia w miejscowości Jarosławskij (Kraj Nadmorski) przeprowadzono rewizje w 12 mieszkaniach. Zatrzymano dwóch Świadków Jehowy. Następnego dnia sąd skierował ich do aresztu śledczego. 14 października przeprowadzono rewizje w Rypińsku, a 17 października w 4 mieszkaniach w Pietropawłowsku Kamczackim. 20 października ponownie przeprowadzono rewizje i aresztowania w Majkopie. 25 października Sąd Rejonowy w mieście Tynda (obwód amurski) skazał Władimira Bukina, Walerija Słaszczowa i Siergieja Juferowa na kary 6 i pół roku, Michaiła Burkowa na 6 lat i 2 miesiące kolonii karnej (27 grudnia 2022 roku apelacja uchyliła wyroki sprawa została skierowana do nowego procesu, a osadzeni zostali zwolnieni). Na dzień 26 października w Rosji i na Krymie w więzieniu lub w areszcie przebywało 110 Świadków Jehowy. Od nałożenia zakazu działalności w 2017 roku do więzienia na jakiś czas trafiło prawie 350 Świadków Jehowy. Od stycznia do października 2022 roku 40 Świadków Jehowy zostało skazanych na ciężkie wyroki więzienia. 27 października przeprowadzono rewizje w Krasnoznamiensku.
7 listopada Sąd Miejski w Rubcowsku skazał Andrieja Danieliana na 6 lat kolonii karnej. 9 listopada przeprowadzono rewizje mieszkań w Iwanowie. 14 listopada Sąd Miejski w Gieorgijewsku skazał Wiktora Zimowskiego na 6 lat i 2 miesiące kolonii karnej (1 marca 2023 roku Sąd Okręgowy Kraju Stawropolskiego rozpatrzył jego apelację i został zwolniony z więzienia). 15 listopada Oktiabrskij Sąd Okręgowy w Nowosybirsku skazał Aleksandra Sieriodkina na 6 lat kolonii karnej. 18 listopada dokonano rewizji i aresztowań w miejscowości Tawriczanka (Kraj Nadmorski).
1 grudnia Sąd Miejski w Armiańsku na Krymie, za prowadzenie działalności religijnej skazał Aleksandra Litwiniuka i Aleksandra Dubowienkę na 6 lat kolonii karnej. 6 grudnia rewizje mieszkań miały miejsce w Teodozji, 8 grudnia w obwodzie symferopolskim (16 rewizji). Łącznie na Krymie czynnościom śledczym poddano około 40 osób. Wszczęto postępowanie karne przeciwko dwóm Świadkom Jehowy i umieszczono ich w aresztach domowych. 14 grudnia przeprowadzono rewizje mieszkań w Iżewsku. 15 grudnia Izba Karna Sądu Najwyższego Rosji uchyliła decyzję o uniewinnieniu trzech Świadków Jehowy z Kamczatki i skierowała ich sprawę do ponownego rozpatrzenia apelacyjnego. Sąd zaprzeczył wyjaśnieniom Plenum Sądu Najwyższego, które stwierdziło, że wielbienie Boga nie stanowią przestępstwa z art. 282 § 2 rosyjskiego kodeksu karnego. Na rozprawie obecni byli przedstawiciele co najmniej sześciu ambasad. 19 grudnia Sąd Rejonowy w Birobidżanie skazał Dmitrija Zagulina na 3,5 roku, Ałama Alijewa na 6,5 roku, a Siergieja Szuljarenko i Walerija Krigera na 7 lat więzienia. Nazajutrz Sąd Miejski w Błagowieszczeńsku skazał Siergieja Afanasjewa na 6,5 roku, Siergieja Kardakowa na 6 lat i 4 miesiące, Siergieja Jermiłowa, Antona Olszewskiego i Adama Swariczewskiego na 6 lat i 3 miesiące kary więzienia. 28 grudnia Sąd Rejonowy w mieście Zieja (obwód amurski) skazał Jewgienija Bitusowa i Leonida Drużynina na 6,5 roku kolonii karnej, nazajutrz Oktiabrskij Sąd Rejonowy w Krasnojarsku skazał Aleksandra Fiłatowa na karę 6 lat więzienia.
W 2022 roku liczba Świadków Jehowy w rosyjskich koloniach i aresztach śledczych po raz pierwszy przekroczyła 100 osób. Według stanu na 23 grudnia 2022 roku w więzieniach przebywało 115 osób (w grudniu 2001 roku było ich 76, w grudniu 2020 roku – 44, a w grudniu 2019 roku – również 44), w tym 19 w wieku powyżej 60 lat. Najstarsi z nich to 71-letni Borys Andriejew i 70-letni Wilen Awanesow.

### 2023
21 stycznia dokonano rewizji w miejscowości Kniaz-Wołkoński (obwód chabarowski), a 25 stycznia w Bijsku.
10 lutego Sąd Rejonowy w Spasku Dalnim (Kraj Nadmorski) skazał Dmitrija Maliewanyja na 7 lat więzienia, Aleksieja Trofimowa na 6,5 lat więzienia, Olgę Paniutę na 4 lata więzienia. 13 lutego dokonano rewizji w mieszkaniach w Dormidontówce (Kraj Chabarowski), a nazajutrz rewizje i aresztowania w Sarańsku. 15 lutego Sowieckij Sąd Rejonowy w Kazaniu skazał Konstantina Sannikowa na 6,5 lat więzienia. 19 lutego przeprowadzono rewizje oraz aresztowania w miastach Kingisiepp i Słancy. 27 lutego Sąd Miejski w Jałcie na Krymie skazał Tarasa Kuzo na 6,5 roku więzienia, a Siergiej Lulin i Piotr Żylicow otrzymali wyroki sześciu lat i jednego miesiąca więzienia. 28 lutego dokonano rewizji i aresztowań w Eliście.
5 marca przeprowadzono rewizje oraz aresztowania we Władywostoku. 17 marca Sąd Miejski w Sosnowoborsku (Kraj Krasnojarski) skazał Jurija Jakowlewa na 6 lat więzienia. 23 marca przeprowadzono rewizje w Kingiseppie. 27 marca Sąd Miejski w Sowieckiej Gawani (Kraj Chabarowski) skazał Aleksieja Uchowa na 6,5 roku kolonii karnej. 31 marca Babuszkinskij Sąd Rejonowy w Moskwie skazał Iwana Czajkowskiego, Jurija Czernyszewa, Witalija Komarowa, Siergieja Szatałowa na 6 lat i 3 miesiące kolonii karnej, a Wardana Zakarjana na 4 lata i 3 miesiące kolonii karnej. Tego samego dnia Sąd Miejski w Biełowie (obwód kemerowski) skazał Siergieja Ananina na 6 lat pozbawienia wolności.
4 kwietnia przeprowadzono rewizje oraz aresztowania w Petersburgu, 11 kwietnia w Lesosibirsku, 13 kwietnia w Almietjewsku, a 14 kwietnia w Lesnoju, Kaczkanarze i Tajożnyju. 18 kwietnia Sąd Rejonowy w Achtubińsku (obwód astrachański) skazał Rinata Kiramowa, Siergieja Koroliowa i Siergieja Kosjanienkę na 7 lat kolonii karnej. 20 kwietnia postawiono nowe zarzuty Dmitrijowi Terebiłowowi, który od września 2021 roku był więziony za wiarę. Jest to pierwszy przypadek, kiedy Świadek Jehowy więziony w Rosji został stawiono w stan oskarżenia za rozmowy ze współwięźniem. Tego samego dnia przeprowadzono rewizje i aresztowania w Magnitogorsku. 27 kwietnia Pierworieczenskij Sąd Rejonowy we Władywostoku skazał Dmitrija Barmakina na 8 lat pozbawienia wolności.
16 maja przeprowadzono rewizje i aresztowania w Togliatti, 22 maja w Teodozji, a 25 maja w Komsomolsku nad Amurem. 27 maja 2023 roku Mark Sanderson, członek Ciała Kierowniczego, ogłosił, że po raz pierwszy wydano w całości Pismo Święte w Przekładzie Nowego Świata w rosyjskim języku migowym (RSL). Z transmisji programu skorzystało 5000 osób z 15 krajów. 29 maja przeprowadzono rewizje i aresztowania w obwodzie tambowskim.
20 czerwca Centralny Sąd Rejonowy w Soczi skazał Daniła Suworowa na 6 lat więzienia. Tego samego dnia Sąd Miejski w Taganrogu skazał Aleksandra Skworcowa na 7 lat więzienia. 23 czerwca Sąd Rejonowy w mieście Tynda skazał Michaiła Burkowa na 6 lat i 2 miesiące pozbawienia wolności, Władimira Bukina Walerija Słaszczowa i Siergieja Juferowa na 6 lat i 4 miesiące. 27 czerwca przeprowadzono rewizje we wsi Worobowka. 30 czerwca Leninski Sąd Rejonowy w Nowosybirsku skazał Dmitrija Dołżykowa na 3 lata pozbawiania wolności.
11 lipca dokonano aresztowania w Użur. 12 lipca Sawiołowskij Sąd Rejonowy w Moskwie skazał Romana Mariejewa na 4,5 roku więzienia, Anatolija Marunowa na 6,5 roku więzienia i Siergieja Tołokonnikowa na 5 lat więzienia. 24 lipca przeprowadzono rewizje w Twerze, w 28 lipca w Dżankoju, a 29 lipca w Barnauł. 28 lipca Sąd Miejski w Kowrowie skazał Borysa Simonienkę na dwa lata i siedem miesięcy pozbawienia wolności.
14 i 16 sierpnia przeprowadzono rewizję w Armiańsku, Symferopolu, Sakach i Dżankoju, 22 sierpnia w Jużnosachalińsku i Korsakowie, a 23 sierpnia w Kowrowie oraz we wsi Melechowo. 18 sierpnia Sąd Okręgowy w Kraju Ałtajskim zmienił wyrok Pawła Kazadajewa na 3 lata pozbawienia wolności.
13 września Sąd Miejski w Biełogorsku (obwód amurski) skazał Władimira Bałabkina na cztery lata pozbawienia wolności. W tym samym dniu dokonano rewizji w Orle. 14 września Moskowski Sąd Rejonowy w Kazaniu skazał Siergieja Gromowa na sześć lat i miesiąc pozbawienia wolności. Tego samego dnia Sąd Miejski w Majkopie (Republika Adygei) skazał brata Nikołaja Woiszczewa na trzy lata pozbawienia wolności; Nikołaj Woiszczew został zwolniony z więzienia 28 kwietnia 2025 roku, ponieważ na poczet kary zaliczono mu także 10 miesięcy, które spędził wcześniej w areszcie. 17 września Federalna Służba Migracyjna wbrew decyzji sądu deportowała Rustama Seidkulijewa do Turkmenistanu. Wcześniej, z polecenia FSB, odebrano mu obywatelstwo rosyjskie w związku z postępowaniem karnym za praktykowanie wiary. 19 września w Moskwie i obwodzie moskiewskim, a 26 września ponownie w Sołniecznogorsku dokonano rewizji mieszkań.
13 października Sowiecki Sąd Rejonowy w Orle skazał Władimira Mielnika, Władimira Piskariewa i Artura Putincewa na 6 lat więzienia. 20 października Sąd Rejonowy w Porchowie po raz trzeci wydał wyrok w sprawie Aleksieja Chabarowa. Tym razem skazał go na 2 i pół roku więzienia.
7 listopada Sąd Rejonowy w Czelabińsku skazał Jewgienija Buszewa na 7 lat więzienia. 16 listopada przeprowadzono rewizje w Saratowie, a 23 listopada w Kurilsku i Rejdowie (Iturup).
7 grudnia Kirowski Sąd Rejonowy w Kazaniu za prowadzenie działalności religijnej skazał Aleksieja Gierasimowa na 6 lat pozbawienia wolności. W tym samym dniu we Władywostoku przeprowadzono serię rewizji. 18 grudnia Sąd Rejonowy w Nowosybirsku skazał Walerija Maleckowa na 6 lat, a Marinę Czapłykinę na 4 lata więzienia. 22 grudnia Czeriomuszkinski Sąd Rejonowy za śpiewanie pieśni religijnych i modlitw skazał Aleksandra Rumiancewa na 7,5 roku, Seana Pike’a na 7 lat, a Eduarda Swiridowa na 6,5 roku więzienia.
W ciągu roku rosyjskie sądy wydały wyroki przeciwko 147 Świadkom Jehowy, z których 47 skazano na łączne kary pozbawienia wolności przekraczające 257 lat. 33 osoby otrzymały wyrok od 6 lat więzienia.

### 2024
17 stycznia Sąd Miejski w Majkopie skazał Nikołaja Saparowa na 6 lat więzienia. 25 stycznia Centralny Sąd Rejonowy w Toljatti (obwód samarski) skazał Sonę Ołopową na dwa lata więzienia i pracy przymusowej w zakładzie karnym. Stowarzyszenie Memoriał umieściło ją na rosyjskiej liście więźniów politycznych. Tego samego dnia Samarski Sąd Rejonowy w Samarze skazał Arama Danieljana, Denisa Kuzianina, Siergieja Połosienkę i Nikołaja Wasiljewa na 7 lat więzienia.
6 lutego przeprowadzono rewizje w miastach Szachunja, Gorodiec i we wsi Wachtan (obwód niżnonowogrodzki) oraz w Birobidżanie i Amurzet, a 14 lutego we Władywostoku. 29 lutego 2024 roku Centralny Sąd Rejonowy w Toljatti (obwód samarski) skazał Aleksandra Czagana na 8 lat więzienia.
1 marca Sąd w Orle skazał Tatianę Piskarewą na 2,5 roku pracy przymusowej w zakładzie karnym za udział w spotkaniach religijnych. Wcześniej jej mąż za podobne zarzuty otrzymał karę 6 lat więzienia. 4 marca przeprowadzono serię rewizji mieszkań w Omsku. 5 marca Oktiabrskij Sąd Rejonowy w Irkucku skazał dziewięciu Świadków Jehowy (Nikołaja Martynowa, Siergieja Kostiejewa, Jarosława Kalina, Michaiła Mojsza, Igora Popowa, Denisa Sarażakowa, Aleksieja Sołniecznyja, Andrieja Tołmaczowa i Siergieja Wasiljewa) na kary od trzech do siedmiu lat więzienia. Sprawa rozpoczęła się w 2021 roku, kiedy funkcjonariusze wtargnęli do około 15 domów, pobili i torturowali co najmniej 4 osoby. Ośmiu z dziewięciu skazanych mężczyzn przebywa w areszcie tymczasowym od prawie dwóch i pół roku, a większość umieszczono w izolatce. 7 marca Miejski w Majkopie (Republika Adygei) skazał Inwera Sijuchowa na sześć lat więzienia.
2 kwietnia przeprowadzono rewizje we wsi Chołmskaja oraz w Pietrozawodsku, dzień później w Poronajsku. 5 kwietnia w Jużno-Sachalińsku został aresztowany Daler Tochtajew. Stowarzyszenie Memoriał wpisało w go na listę rosyjskich więźniów politycznych. 8 kwietnia Sąd Rejonowy w Togliatti skazał Aleksandra Dołganowa na 3 lata więzienia. 16 kwietnia Nachimowskij Sąd Rejonowy w Sewastopolu skazał Maksima Zinczenkę na 2 lata pracy przymusowej w zakładzie karnym. 25 kwietnia Sąd Rejonowy w Łuczogorsku skazał Antona Wiricza na 6 lat i 2 miesiące więzienia za rozmawianie o Biblii ze współwyznawcami. W kwietniu współwięźniowie torturowali Rinata Kiramowa przez cztery dni po tym, jak odmówił podania nazwisk innych Świadków Jehowy w swoim rodzinnym mieście.
13 maja Sąd Rejonowy w Iżewsku skazał Siergieja Aszichmina, Maksima Derendiajewa i Aleksandra Kutina na trzy lata pozbawienia wolności.
4 czerwca służby bezpieczeństwa dokonały rewizji i aresztowań w Iżewsku, a 20 czerwca w Pietrozawodsku. 26 czerwca Sąd Miejski w Nowoczerkasku skazał Liubow Galicynę na 2 lata i 3 miesiące oraz  Gariegina Chaczaturiana na 6,5 roku i Geworga Jericjana 6 lat i 2 miesięcy więzienia. 
3 lipca Sąd Rejonowy w Abińsku (Kraj Krasnodarski) skazał Walerija Bajło na dwa i pół roku pozbawienia wolności. 10 lipca Sąd Rejonowy w Chorolu skazał Borysa Andriejewa na 6 lat, Anatolija Li na 6,5 roku, a Natalię Szarapową na 3 lata więzienia. 24 lipca służby bezpieczeństwa dokonały rewizji i aresztowań w Nabierieżnych Czełnach.
7 sierpnia służby bezpieczeństwa dokonały rewizji i aresztowań w Rozdolne, a 9 sierpnia w Karaczajo-Czerkiesji i Stawropolu.
16 i 30 września służby bezpieczeństwa dokonały rewizji i aresztowań w Samarze.
3 października w procesie apelacyjnym Sąd Najwyższy Krymu ogłosił zaostrzenie kary dla Jurija Gieraszczenkę i Siergieja Parfienowicza, że wyroki 6 lat w zawieszeniu staną się wyrokami kary więzienia. 4 października służby bezpieczeństwa dokonały rewizji i aresztowań w Nowoczerkasku.

### Reakcja organizacji międzynarodowych i rządów na prześladowania Świadków Jehowy w Rosji
Oprócz wcześniejszego potępienia orzeczenia sądu o zakazie działalności, w dalszym ciągu międzynarodowe organizacje broniące praw człowieka oraz rządy stanowczo potępiają Rosję za prześladowanie Świadków Jehowy.

#### Organizacje europejskie
- ETPC

22 lutego 2022 roku Europejski Trybunał Praw Człowieka (ETPC) wydał dwa wyroki na korzyść 14 Świadków Jehowy i stwierdził, że Rosja naruszyła ich podstawowe prawa do wolności wyznania. Rosji nakazano zapłacić łącznie ponad 99 000 euro odszkodowania za naruszenia, które obejmowały złe traktowanie z rąk funkcjonariuszy organów ścigania w latach 2010–2012. 7 czerwca 2022 roku ETPC orzekł, że delegalizacja Świadków Jehowy w Rosji była bezprawna, nakazał Rosji zawiesić wszystkie trwające postępowania karne przeciwko Świadkom Jehowy, zwolnić wszystkie osoby pozbawione wolności, a także zwrócić całą skonfiskowaną własność lub wypłacić za nią stosowne odszkodowanie. 11 czerwca 2022 roku prezydent Władimir Putin podpisał dwie ustawy, na mocy których od 15 marca 2022 roku Rosja jednostronnie została wyłączona spod jurysdykcji Europejskiego Trybunału Praw Człowieka. Wszystkie wyroki ETPC wydane po tym terminie nie będą przez ten kraj wykonywane, w tym orzeczenie ETPC z 7 czerwca 2022 roku. 
31 stycznia 2023 roku ETPC, po rozpatrzeniu siedmiu skarg Świadków Jehowy z Rosji, uznał zakłócenie zebrań religijnych w latach 2010–2014 za naruszenie podstawowych praw wolności i orzekł o wypłacie skarżącym odszkodowania w wysokości ponad 350 000 euro.
18 lipca 2024 roku ETPC uwzględnił jednocześnie dziewięć skarg Świadków Jehowy z Rosji, którzy byli ofiarami nielegalnych przeszukań, aresztowań i wyroków skazujących za wiarę. Federacja Rosyjska jest zobowiązana zapłacić im 156 000 euro odszkodowania i 4 000 euro kosztów prawnych. Orzeczenie sądu dotyczy 14 mężczyzn i dwóch kobiet. Zgodnie z decyzją ETPC, Federacja Rosyjska naruszyła w stosunku do skarżących trzy postanowienia Konwencji o ochronie praw człowieka i podstawowych wolności. Tym samym sąd uznał przetrzymywanie osób wierzących w metalowych klatkach podczas rozpraw za przejaw poniżającego traktowania, a przetrzymywanie, przeszukanie i konfiskatę mienia uznał za bezpodstawne i nielegalne. Wobec skarżących toczyło się arbitralne postępowanie karne jedynie za praktykowanie wiary, co stanowiło naruszenie Artykułu o wolności myśli, sumienia i wyznania. Skarga obejmowała okres lat 2018-2020. Federacja Rosyjska pozostaje zobowiązana do wypłaty odszkodowań przyznanych wierzącym, w tym na mocy innych orzeczeń Trybunału Europejskiego. Do 2024 roku łączna kwota odszkodowań przekraczała 3 600 000 euro.
ETPC rozpatruje roszczenia Świadków Jehowy wobec Rosji, dotyczące zagrabionych obiektów, których wartość przekracza łącznie 6 miliardów rubli (blisko 80 milionów euro). Na rozpatrzenie przez ETPC czeka ponad 60 innych spraw dotyczących Świadków Jehowy w Rosji.
- Unia Europejska

10 maja 2018 roku delegatura Unii Europejskiej przy Organizacji Bezpieczeństwa i Współpracy w Europie wydała oświadczenie w sprawie sytuacji Świadków Jehowy w Rosji. Wyrażono w nim głębokie zaniepokojenie rosnącym prześladowaniem Świadków Jehowy w Rosji. Wykazano też, że rząd rosyjski chociaż twierdził, iż likwidacja osób prawnych reprezentujących Świadków Jehowy (LRO) nie będzie miała wpływu na indywidualne praktykowanie swojej wiary przez członków wyznania, doprowadził jednak do wszczęcia spraw karnych przeciw poszczególnym wierzącym. UE wyraziła niezadowolenie aresztowaniami członków społeczności Świadków Jehowy. Rząd rosyjski przejął kompleks Centrum Administracyjnego Świadków Jehowy oraz stopniowo 131 nieruchomości będących własnością Świadków Jehowy, służących jako miejsca zebrań (w 60 dalszych przypadkach toczą się postępowania sądowe w sprawie konfiskaty). Służby stosują wobec wiernych „naloty policyjne” na prywatne domy i na miejsca wielbienia, arbitralne zatrzymania oraz zastraszają członków wyznania. Oświadczenie przyjęło również 9 innych krajów europejskich.
- Rada Europy

1 października 2020 roku Komitet Ministrów Rady Europy wezwał władze rosyjskie do niezwłocznego przywrócenia Świadkom Jehowy prawa do wolności wyznania.
9 grudnia 2022 roku sekretarz generalna Rady Europy stanowczo wezwała Rosję, żeby zastosowała się do ostatnich orzeczeń ETPC, w tym orzeczenia z czerwca 2022 roku, w którym delegalizację Świadków Jehowy w Rosji uznano za bezprawną. Rosyjskim rząd jest zobowiązany do wykonania orzeczeń ETPC wydanych do 16 września 2022 roku włącznie. Dodatkowo stosowanie się do tych orzeczeń ma być nadal monitorowane przez Komitet Ministrów Rady Europy, który wzywał Rosję do uchylenia decyzji Sądu Najwyższego z 2017 roku, w wyniku której działalność religijna Świadków Jehowy została zakazana oraz do „zweryfikowania przepisów o przeciwdziałaniu ekstremizmowi, na podstawie których uznano organizacje Świadków Jehowy za ekstremistyczne (...); do zakończenia wszystkich postępowań karnych przeciwko Świadkom Jehowy i do uwolnienia tych, którzy zostali pozbawieni wolności, do całkowitego zatarcia skutków ich skazania, a także zwrócenia skarżącemu całej skonfiskowanej własności lub wypłacenia za nią odszkodowania”. Rosja była jedynym krajem członkiem Rady Europy, który rozpętał kampanię przeciw pokojowej działalności Świadków Jehowy. 15 marca 2022 roku Rosja poinformowała Radę Europy o swoim zamiarze wycofania się z członkostwa. Nazajutrz Rada oficjalnie usunęła Rosję z grona swoich członków. Władze Rosji zostały następnie poinformowane, że zgodnie z postanowieniami podpisanego przez ten kraj traktatu o przystąpieniu do Rady Europy Rosja pozostaje pod jurysdykcją ETPC do 16 września 2022 roku. Rosja dążyła do jednostronnego uwolnienia się od tych pozostałych zobowiązań przez uchwalenie 7 czerwca 2022 roku wspomnianych dwóch ustaw. We wrześniu 2023 roku Komitet Ministrów Rady Europy stwierdził „z największym niepokojem, że jednoznaczne wskazania [Europejskiego Trybunału Praw Człowieka] na mocy artykułu 46 Europejskiej Konwencji Praw Człowieka oraz sentencji wyroku w sprawie Lokalna organizacja religijna Taganrog i inni zostały całkowicie i świadomie zignorowane przez władze Rosji, zwłaszcza wskazania dotyczące (...) uwięzionych Świadków Jehowy”. W związku z postawą Rosji Komitet, „mając na celu zagwarantowanie wykonania odpowiednich orzeczeń, postanowił zwrócić na tę grupę spraw uwagę Komitetu Praw Człowieka ONZ, Grupy Roboczej do spraw Bezprawnych Zatrzymań przy Radzie Praw Człowieka ONZ i innych ważnych międzynarodowych organów zajmujących się problemem prześladowań Świadków Jehowy w Federacji Rosyjskiej”.
- OBWE

12 marca oraz 23 lipca 2020 roku Stała Rada Organizacji Bezpieczeństwa i Współpracy w Europie (OBWE) potępiła Rosję za prześladowania Świadków Jehowy. 2 października 2023 roku na Warszawskiej Konferencji Wymiaru Ludzkiego OBWE wezwano Rosję m.in. do uchylenie decyzji o zdelegalizowaniu jednostek prawnych, którymi posługiwali się Świadkowie Jehowy w Rosji, uwolnienia więzionych członków tego wyznania, usunięcia ich literatury religijnej z Federalnej Listy Materiałów Ekstremistycznych, zwrócenia skonfiskowanego majątku będącego ich własnością oraz do przestrzegania Konstytucji Rosji i szanowania prawa międzynarodowego.

#### Organizacje międzynarodowe
- Komitet Praw Człowieka ONZ

24 października 2023 roku Komitet Praw Człowieka ONZ wydał dwie opinie dotyczące lokalnych organizacji religijnych w Eliście i Abińsku. W obu wypadkach Komitet stwierdził, że Rosja pogwałciła prawa Świadków przysługujące im na mocy artykułu 18, ustęp 1 („prawo do wolności myśli, sumienia i wyznania”), i artykułu 22, ustęp 1 („prawo do swobodnego stowarzyszania się z innymi”), Międzynarodowego Paktu Praw Obywatelskich i Politycznych. Decyzje te potwierdzają, że ich literatura religijna nie podżega do nienawiści ani przemocy.
- Grupa Robocza do Spraw Bezprawnych Zatrzymań ONZ

26 kwietnia 2019 roku Grupa Robocza do Spraw Bezprawnych Zatrzymań ONZ uznała, że naruszono prawa Dmitrija Michajłowa, i potępiła Rosję za prześladowania Świadków Jehowy.
- Komitet ds. Likwidacji Dyskryminacji Rasowej ONZ

25 sierpnia 2017 roku Komitet ds. Likwidacji Dyskryminacji Rasowej ONZ zażądał od Rosji usunięcia materiałów Świadków Jehowy z Federalnej Listy Materiałów Ekstremistycznych.
- Organizacje pozarządowe i stowarzyszenia międzynarodowe

24 stycznia 2019 roku 36 organizacji pozarządowych z 18 krajów opublikowało wspólne oświadczenie w sprawie łamania wolności religijnej Świadków Jehowy w Rosji. Obrońcy praw człowieka wzywają w nim rosyjski rząd do natychmiastowego i bezwarunkowego uwolnienia wszystkich uwięzionych Świadków Jehowy i zdjęcia z nich wszelkich zarzutów o prowadzenie działalności ekstremistycznej. Oświadczenie to przygotowane pod auspicjami Civic Solidarity Platform dotyczy zaprzestania ścigania karnego z przyczyn religijnych, przerywania spotkań religijnych, zwrotu obiektów kultu religijnego oraz osobno zwolnienia dwóch uwięzionych cudzoziemców – obywatela Danii Dennisa Christensena oraz obywatela Polski Andrzeja Oniszczuka (A. Oniszczuk został zwolniony po 11 miesiącach aresztu, 4 października 2022 roku skazano go na karę 6,5 roku pozbawienia wolności w zawieszeniu na 4 lata).
16 maja 2021 roku Stowarzyszenie osób ocalałych z obozu koncentracyjnego w Dachau (Lagergemeinschaft Dachau) w liście otwartym do prezydenta Władimira Putina wezwało władze Rosji do zaprzestania prześladowań Świadków Jehowy.
1 października 2020 roku pięćdziesięciu naukowców-religioznawców z różnych krajów świata, zebranych na seminarium „Świadkowie Jehowy i ich przeciwnicy: Rosja, Zachód i poza nimi” podpisało deklarację, wzywającą do natychmiastowego zaprzestania prześladowań Świadków Jehowy w Rosji.
17 grudnia 2021 roku kraje członkowskie (w tym Polska) Międzynarodowego Sojuszu na Rzecz Wolności Religii lub Przekonań (International Religious Freedom or Belief Alliance), podpisały oświadczenie, nawołujące do natychmiastowego uwolnienia uwięzionych Świadków Jehowy i zaprzestania wobec nich tortur, maltretowania, przeszukań ich domów oraz dyskryminacji.
2 grudnia 2022 roku Centrum Badań nad Nowymi Religiami CESNUR zorganizowało międzynarodowe webinarium „W cieniu Rosji: Świadkowie Jehowy a wolność religijna w Azji Środkowej”, również dotyczące sytuacji Świadków Jehowy w tym kraju.
15 stycznia 2023 roku Komisarz ds. Światowej Wolności Religii i Wyznań Frank Schwabe oświadczył, że nadal należy działać na rzecz upublicznienia dyskryminacji i prześladowań mniejszości religijnych, zwiększenia ochrony przed groźbami i prześladowaniami, szczególnie Świadków Jehowy w Rosji.
Zakaz działalności jako „bolesny i oburzający” potępił Międzynarodowy Komitet Oświęcimski.

#### Rządy państw
- Niemcy

2 maja i 19 lipca 2017 roku oraz 28 maja 2020 roku zakaz działalności oraz uwięzień potępił rząd RFN.
- Polska

22 lutego 2021 roku polski minister spraw zagranicznych Zbigniew Rau w ministerialnym panelu dyskusyjnym dotyczącym sytuacji praw człowieka na okupowanym Krymie, który odbył się na marginesie 46. sesji Rady Praw Człowieka ONZ w Genewie, zwrócił uwagę na liczne naruszenia wolności religii i przekonań, wymierzone w grupy religijne na półwyspie, w tym Świadków Jehowy.
22 sierpnia 2022 roku z okazji Międzynarodowego Dnia Upamiętniającego Ofiary Aktów Przemocy ze względu na Religię lub Przekonania, przewodniczący OBWE Zbigniew Rau, „położył nacisk na to, że prześladowania i szykany dotykają także przedstawicieli innych mniejszości religijnych na okupowanym Krymie, m.in. Świadków Jehowy”.
23 sierpnia 2021 roku podczas Szczytu Platformy Krymskiej w Kijowie, sprzeciw prześladowaniu m.in. Świadków Jehowy wyraził prezydent Rzeczypospolitej Polskiej Andrzej Duda.
- Rosja

19 czerwca 2018 roku ponad 60 rosyjskich obrońców praw człowieka, dziennikarzy i działaczy społecznych wystosowało apel o zaprzestanie prześladowania Świadków Jehowy w Rosji. Dokument ten wymienia imiennie 23 osoby aresztowane za przynależność do organizacji religijnej Świadków Jehowy.
Federalna Służba Monitoringu Finansowego (Rosfinmonitoring) umieściła ponad 200 rosyjskich Świadków Jehowy na liście osób zaangażowanych w ekstremizm i terroryzm. Za wiarę i czytanie Biblii tracą oni pracę, firmy, emerytury, konta bankowe, zasiłki dla bezrobotnych, możliwość zakupu telefonu, zarejestrowania pojazdów czy uzyskania ubezpieczeń.
- Stany Zjednoczone

21 kwietnia i 17 lipca 2017 roku oraz 26 lipca 2020 roku  i 25 lutego 2021 roku zakaz działalności oraz uwięzień potępił rząd Stanów Zjednoczonych.
10 maja 2018 roku delegatura Stanów Zjednoczonych przy OBWE wyraziła zaniepokojenie kolejnymi doniesieniami o nękaniu grup wyznaniowych. Zwrócono uwagę na fakt, że działalność pokojowego związku wyznaniowego władze określają jako „ekstremistyczną” stosując ustawę „anty-ekstremistyczną” w celu ograniczenia korzystania z wolności religijnej.
27 października 2020 roku Amerykańska Komisja do spraw Międzynarodowej Wolności Religijnej (USCIRF) po raz kolejny skrytykowały Rosję za prześladowanie Świadków Jehowy. Gayle Manchin, przewodnicząca tej Komisji, wystąpiła z petycją w sprawie uwolnienia więzionego Dennisa Christensena. 26 lutego 2021 roku Departament Stanu wezwał władze Rosji do zniesienia zakazów dotyczących Świadków Jehowy w Rosji i poszanowania praw człowieka do wolności myśli, sumienia, religii i przekonań. 12 maja 2021 roku sekretarz stanu USA Antony Blinken zarzucił Rosji nękanie Świadków Jehowy pod pretekstem zwalczania ekstremizmu. W 2018 roku Rosja została uznana przez Amerykańską Komisję ds. Międzynarodowej Wolności Religijnej (USCIRF) za „kraj szczególnej troski” w zakresie przestrzegania Ustawy o Międzynarodowej Wolności Religijnej (ang. International Religious Freedom Act – IRFA).
- Wielka Brytania

21 kwietnia 2017 roku, 18 lipca 2017 roku oraz 12 marca 2020 roku władze Wielkiej Brytanii wezwały władze rosyjskie do położenia kresu prześladowaniom Świadków Jehowy i potępiły wprowadzony zakaz działalności, ponowne wezwanie wraz z dyplomacją Stanów Zjednoczonych, wystosowały 23 lipca 2020 roku. 27 stycznia 2022 roku Wielka Brytania wydała kolejne oświadczenie, że jest głęboko zaniepokojona sytuacją Świadków Jehowy w Federacji Rosyjskiej. Na wszystkich poziomach zaangażowania dwustronnego nadal wezwała władze rosyjskie do zaprzestania prześladowań Świadków Jehowy oraz do przestrzegania ich zobowiązań dotyczących prawa do wolności myśli, sumienia, religii lub przekonań dla wszystkich osób w całej Federacji Rosyjskiej.

### Terytoria okupowane i anektowane
- Krym

Najbardziej prześladowaną grupą religijną na Krymie są Świadkowie Jehowy. Według danych z sierpnia 2023 roku na Krymie 25 osób zostało oskarżonych w związku z przynależnością do Świadków Jehowy. Dziewięciu z nich zostało już skazanych na karę pozbawienia wolności na okres 6 lat lub więcej i odbywa karę w rosyjskich koloniach. Ogółem za prowadzenie działalności religijnej uwięzionych było 9 osób. Działalność Świadków Jehowy na Krymie jest zakazana.
- Doniecka Republika Ludowa

26 września 2018 roku Sąd Najwyższy DRL uznał Świadków Jehowy za organizację ekstremistyczną oraz zdelegalizował ich działalność.
- Ługańska Republika Ludowa

Również na tym terenie władze przejęły Sale Królestwa. Narastająca dyskryminacja religijna oraz presja wywierana na Świadków Jehowy przerodziła się w prześladowanie tej grupy religijnej.